# 이집트
이집트 아랍 공화국(아랍어: جُمْهُورِيَّة مِصْر اَلْعَرَبِيَّة 줌후리야트 미스르 알아라비야[*], 이집트 아랍어: جُمْهُورِيَّة مَصْر العَرَبِيَّة 굼후리야트 마스르 알아라비야, 듣기 (도움말·정보)) 또는 이집트(아랍어: مِصْر 미스르[*], 이집트 아랍어: مَصْر 마스르, 콥트어: Ⲭⲏⲙⲓ 키미,  영어: Egypt, 문화어: 에짚트)는 북아프리카와 서아시아의 시나이반도에 걸쳐 있는 국가이다. 영토 면적은 100만 1,450 km2  수도는 카이로이다.
이집트는 그 어떠한 국가들보다 유구한 역사를 지니고 있는 국가들 중 하나이다. 약 5,000여 년 전부터 나일강가에서 문명이 태동하기 시작하였고, 기원전 30세기에 이르자 고대 이집트 문명은 문자, 농업, 도시화, 종교, 정부 등 모든 분야에서 동시대 타 지역에 비하여 압도적인 발전을 이룩하며 풍요로운 시대를 이루었다. 이 시기에 이집트에 기자의 피라미드와 대스핑크스가 세워졌으며, 멤피스, 테베, 카르나크,  왕가의 계곡 같은 위대한 유산들을 남겼다. 그러나 이후 이집트 문명은 점차 쇠퇴를 거듭하기 시작하였으며, 그리스인, 페르시아인, 로마인, 아랍인, 오스만인, 누비아인들이 연이어 이집트를 침투하며 지배하였다. 이집트는 초기 기독교의 가장 핵심적인 중심지 가운데 하나였으나 아랍인들의 지배를 받고, 무슬림의 영향력이 강해지면서 7세기 경 확실한 이슬람 국가로 돌아섰다.
현대 이집트의 역사는 1922년 경, 이집트가 대영제국으로부터 독립을 쟁취한 해로 거슬러 올라간다. 이집트는 독립 후 공화국을 세웠고, 1958년에는 시리아와 함께 아랍연합공화국을 세웠으나 불화를 견디지 못하고 1961년에 소멸하였다. 이후 20세기 후반 내내 이집트는 극심한 종교적, 정치적 혼란기를 겪었고, 1948년, 1956년, 1967년, 1973년에는 연이어 이스라엘과 무력 충돌을 반복하며 가자 지구를 점령하기도 하였다. 1978년에는 캠프데이비드 협정으로 가자 지구에서 물러났고, 이스라엘을 공인하며 평화 분위기를 붇돋았다. 그러나 이집트는 현재까지도 정치적 불안정을 거듭하고 있는데, 2011년 아랍의 봄 사태나 지속된 테러 사태, 경제불황 등 지속되는 악재로 인해 사회적으로나 경제적으로나 계속 흔들리고 있는 것이다. 이집트는 현재 대통령제 공화국으로, 권위주의 정권이 국민들을 억압하고 있다는 평을 듣고 있으며 인권도 상대적으로 취약하다는 평가를 받고 있다.
이집트의 국교는 이슬람교이며, 국어는 아랍어이다. 이집트는 1억 명이 넘는 인구로 북아프리카, 중동, 아랍 국가에서 가장 인구가 많으며 아프리카 대륙 전체에서도 나이지리아와 에티오피아 다음으로 인구가 많은 국가이고 세계적으로도 13번째로 인구가 많다. 거의 대부분의 인구는 나일강 유역에 모여 살고 있는데, 이는 사실상 나일 유역이 이집트 전역에서 거의 유일하게 사람이 살 수 있는 지역이기 때문이다. 나머지 국토는 대부분이 척박한 사하라 사막에 속해있고, 거의 사람이 살지 않는다. 대략 절반의 인구가 도심지에 몰려 살고 있으며, 특히 카이로, 알렉산드리아, 나일강 삼각주의 대도시들에 산다.
이집트는 북아프리카, 중동, 아랍 세계에서 지역 강국 정도로 평가받는다. 중동에서 경제적으로도 규모가 큰 편이고 그 재원도 다양화되어 있으며, 그 잠재력이 상당하여 21세기에는 세계적으로도 발전이 주목되는 국가로 꼽히기도 한다. 이집트는 아프리카에서 3번째로 거대한 경제규모를 보유하고 있으며, 명목 GDP로는 40번째, PPP로는 19번째로 거대한 경제를 가지고 있다. 이집트는 UN의 창립 회원국이며, 아랍연맹, 아프리카 연합, 이슬람협력기구의 창립국이기도 하다.

## 국호 유래
| km | m | t · niwt |

| km | m | t · niwt |

고대 이집트의 국호로는 Kemet (kṃt)이 있는데, 이 말은 "검다"는 뜻의 kem에서 나온 말로, 이것은 나일강의 홍수로 형성된 비옥한 흑토에서 유래했다. 또 deshret (dšṛt)이라고도 하는데, "붉은 땅"을 뜻하며 이집트의 사막 때문에 붙은 명칭이다. 이 이름은 이집트 언어의 콥트어 시대에는 kīmi, kīmə가 되었으며, 초기 그리스어는 케미아(Χημία, Khēmía)로 나온다. 다른 명칭은 t3-mry으로, "강가의 땅"이란 뜻이다. 상하 이집트는 각각 Ta-Sheme'aw(t3-šmˁw, "사초(莎草)가 자란 땅"), Ta-Mehew(t3 mḥw, "북쪽 땅")이라고 했다.
현대 이집트의 공식 국호는 미스르(아랍어 Miṣr, 이집트 아랍어: Maṣr)이다. 셈어에 기원을 두고 있으며, 이집트를 일컫는 다른 셈어파의 단어와 어원이 같은데(가령 히브리어의 מִצְרַיִם , Mitzráyim처럼), 말 그대로 "두 개의 좁은 땅"을 뜻하는 말이었다.(이집트에 상, 하 이집트 두 왕조가 있었기 때문이다.) 이 낱말은 "대도시", "문명" 또 "나라", "변경의 땅"도 의미했다. 영어 명칭 "Egypt"는 고대 그리스어 아이굽토스(Αίγυπτος, 에귑토스)에서 유래하여 라틴어 애급투스(Aegyptus, 에귑투스)를 통해 전해진 말이다. 형용사 aigýpti, aigýptios는 콥트어에 차용되어 gyptios, kyptios가 되었으며, 아랍어에서 qubṭī 가 되었다가 qubṭ로 변해 다시 영어로 전해져 콥트(copt)가 되었다. 원래 이 말은 후기 이집트어 낱말 Hikuptah ("Memphis")에서 나온 말로, 초기 이집트어 명칭 Hat-ka-Ptah (ḥwt-k3-ptḥ), (멤피스의 프타 신전의 이름인 "프타의 카(영혼)의 집"을 뜻했다.)가 와전된 것이다. 스트라보는 아이귑토스(Αίγυπτος) 명칭이 "에게 해의 밑"을 뜻하는 Aigaiou huptiōs (Aἰγαίου ὑπτίως)의 합성어에서 변한 말이라는 민간 전승도 전하고 있다.

## 역사

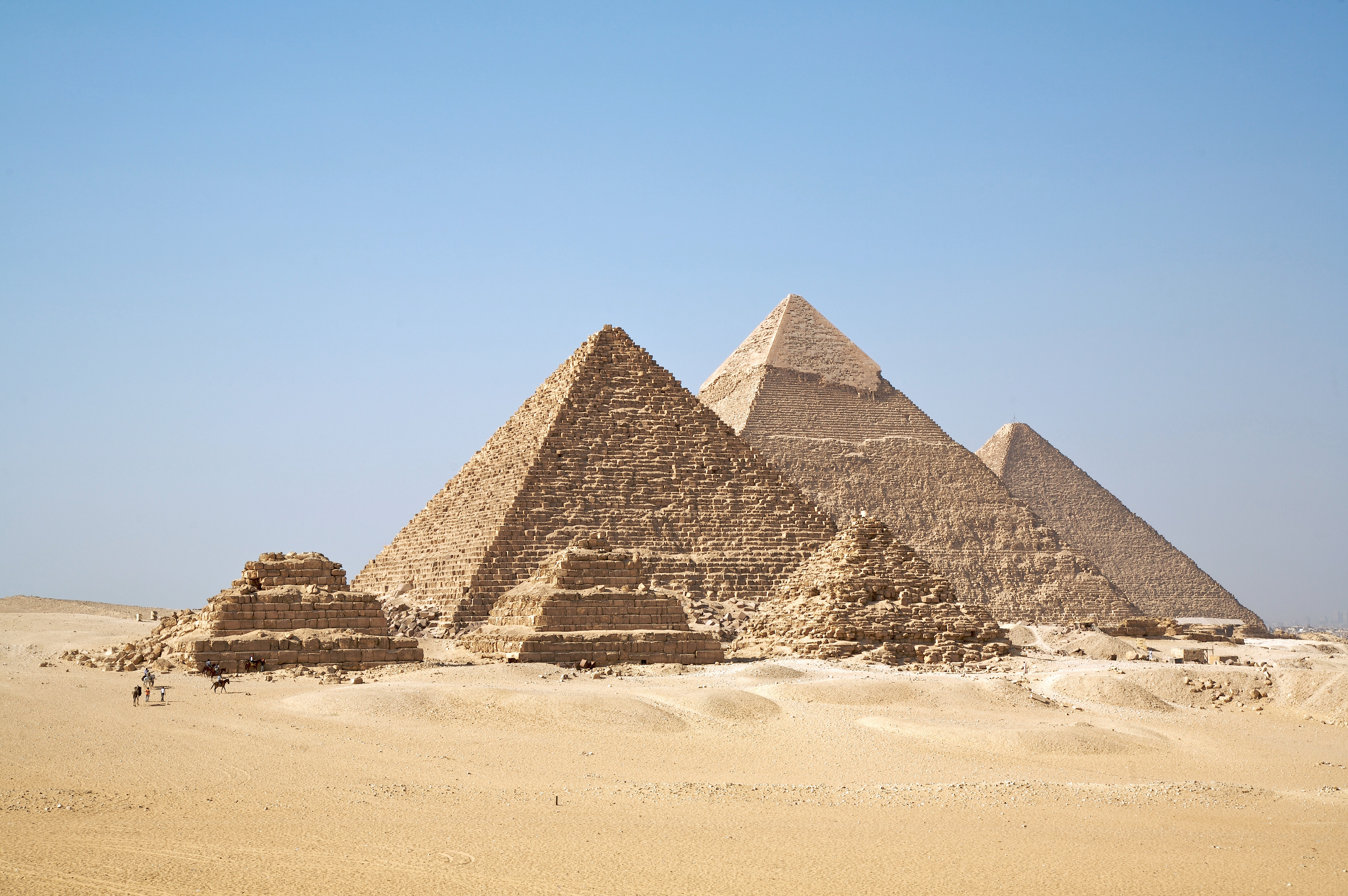
기자의 피라미드

### 선사시대와 고대 이집트
나일강 유역에 있는 유적들을 살펴보면, 대략 기원전 1만 년 전부터 이집트 지역에 인류가 살기 시작했음을 알 수 있다. 문명이 발전함에 따라 수렵채집인들과 어로인들은 점차 밀을 재배해는 농부들로 변모하기 시작했고, 기원전 8000년 경에 급격한 기후 변화가 일어나며 기존의 농경지가 메말라붙고 거대한 사막으로 변해버리자 살아남은 농부들은 살아남기 위하여 상대적으로 훨씬 풍요로웠던 나일강 유역으로 이주하여 도시를 세우기 시작했다.
기원전 6000년 경, 나일 계곡에 신석기가 도래하였다. 신석기 시대에 점차 부락들이 왕국의 형태를 띠며 독자적으로 발전을 거듭하였고, 크게 남쪽의 상이집트와 북쪽의 하이집트로 나뉘었다. 이후 상이집트와 하이집트는 끊임없이 팽창했고, 결국 충돌하였는데, 이 과정에서 상이집트의 메네스 왕이 기원전 3150년 경 상이집트와 하이집트를 통일하면서 전 이집트의 왕으로 즉위하였다. 이집트의 문화는 메네스 왕 이후 약 3,000여 년 동안 번성하였고, 동시대 전세계의 그 어떠한 곳들과 비교해도 압도적일 정도로 풍요로운 문명을 꽃피우며 국력을 만방에 과시하였다. 통일 후 찾아온 고왕국 시대는 기원전 2700년부터 2200년까지 지속되었는데, 이때 기자의 피라미드를 포함하여 여러 피라미드들이 대규모로 건축되었다.
이집트 제1중간기는 고왕국 시대가 끝나고 여러 세력들이 난립하며 다투던 혼란기로 약 150여 년 동안 지속되었다. 그러나 이같은 혼란기도 결국 끝났고, 기원전 2040년 경에 새롭게 세워진 중왕국 시대에 들어서 이집트는 또다시 번성을 맞는다. 특히 아메넴하트 3세의 재위기에는 이전의 그 어떠한 파라오의 재위기에도 이루지 못한 전성기를 맞으며 국력의 정점을 찍는다. 그러나 중왕국은 외부에서 힉소스인들이 쳐들어오면서 그 끝을 맞았고, 힉소스인들은 나일강 하류 대부분을 정복하고 아바리스에 새로운 수도를 세웠다. 그러나 이들도 아흐모세 1세가 이끄는 이집트 군대에 의해 쫒겨났고, 아흐모세 1세는 제18왕조를 개창하고 수도를 멤피스에서 테베로 천도하였다.
기원전 1550년부터 1070년까지 지속된 이집트 신왕국 시대에 이집트는 국력의 정점을 찍으며 전세계와 교역을 행했다. 이 시기 이집트는 남쪽으로는 리비아, 동쪽으로는 레반트까지 진출하였으며, 역대 왕조들 가운데 가장 넓은 영토를 자랑하였다. 대중들에게 가장 잘 알려진 파라오들이 등장한 시기도 바로 이때인데, 가장 대표적으로 하트셉수트 여왕, 투트모세 3세, 아케나텐과 그의 아내인 네페르티티, 소년왕 투탕카멘, 이집트 최고 명군인 람세스 2세 등이 모두 신왕국 시대의 파라오들이다. 이 시기에는 세계의 첫 유일신앙인 아텐 신앙이 등장하기도 했다. 한편 외국과의 잦은 접촉은 점차 이집트 사회에도 변혁을 불러오며 다양한 아이디어의 도입들을 촉진하기도 했다. 한편 신왕국도 점차 시간의 흐름을 피할 수 없었고, 결국 리비아인, 누비아인, 아시리아인들에게 점령당하고 말았다. 이집트인들은 이들을 결과적으로 몰아내고 다시 독립을 회복하는 데에는 성공하였으나, 과거의 영화를 되찾을 수는 없었다.

#### 아케메네스 왕조
기원전 525년 경, 캄비세스 2세가 이끄는 강력한 페르시아인들이 이집트를 침공하여 이집트의 파라오였던 프삼티크 3세를 사로잡는 데에 성공하였다. 이후 캄비세스 2세는 파라오의 직함을 취했고, 이집트의 왕을 자처했으나 페르시아 수사에 있는 그의 궁전에서 이집트를 통치하기를 택했다. 이후 기원전 525년부터 402년까지 지속된 이집트 제27왕조 기간 내내 이집트는 페르시아인들의 지배를 받았으며, 페르시아의 황제는 자동적으로 이집트의 파라오직도 동시에 겸했다. 기원전 5세기 내내 이집트인들은 페르시아인들을 상대로 반란을 일으켰고, 간혹 성공적인 경우도 있었으나 페르시아인들을 완전히 몰아내지는 못했다.
이집트 제30왕조는 이집트인들이 스스로 세운 최후의 왕조였으나, 결국 기원전 343년에 페르시아인들에게 멸망당하고 말았다. 최후의 이집트인 파라오인 넥타네보 2세는 전투에서 패배하며 완전히 망하고 만 것이다. 그러나 이집트인들을 멸망시키고 새롭게 31왕조를 세운 페르시아인들도 오래가지는 못했는데, 몇 십년 밖에 지나지 않아 또다시 알렉산더 대왕이 등장하여 이들을 정복하고 만 것이다. 이후 마케도니아 출신의 장군이자 알렉산더 대왕의 휘하 부관이었던 프톨레마이오스 1세가 이집트를 물려받았고, 프톨레마이오스 왕조를 개창하였다.

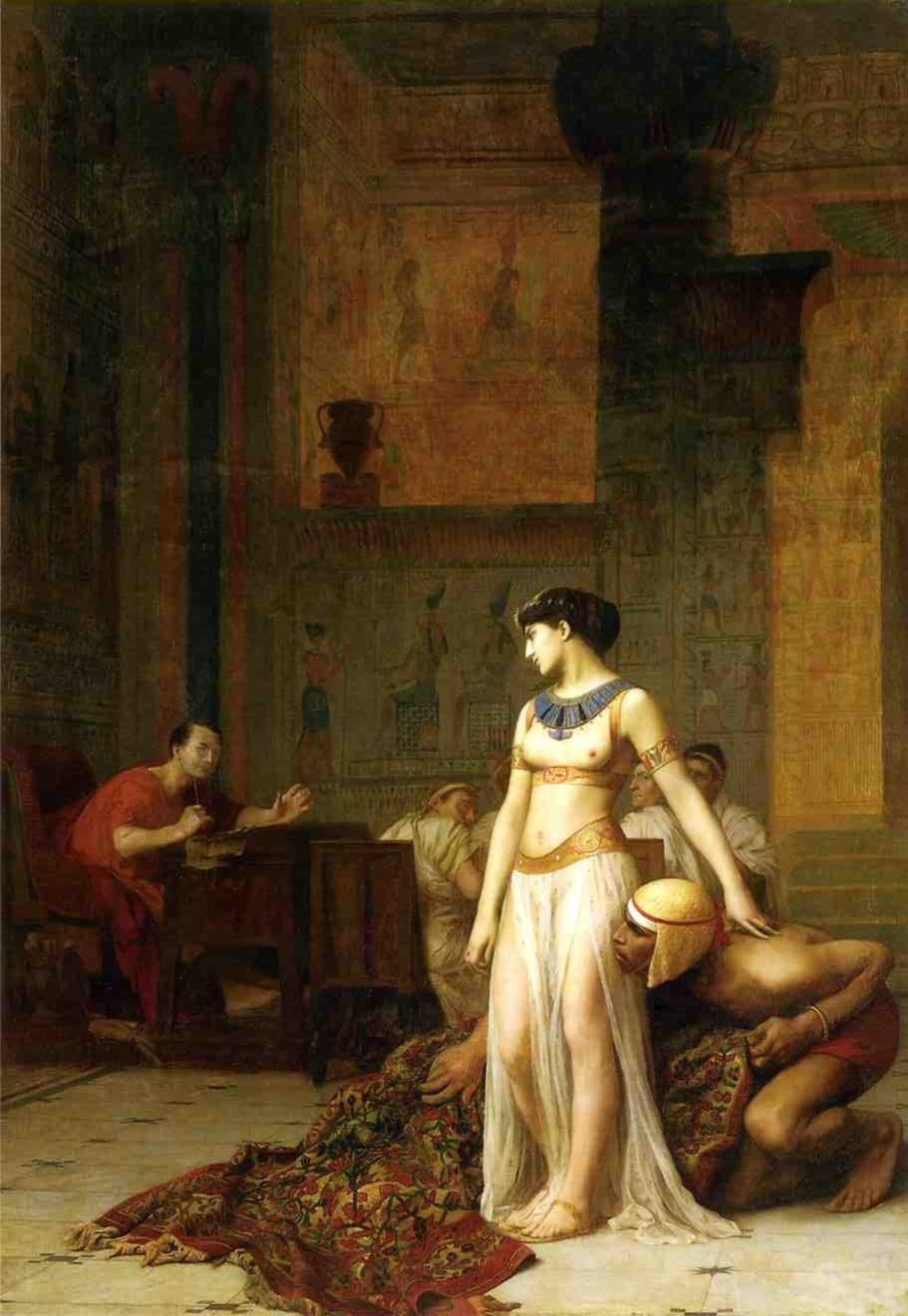
클레오파트라와 카이사르

#### 프톨레마이오스 왕국 및 로마 시기
프톨레마이오스 왕조 치하의 이집트는 강력한 헬레니즘 국가였으며, 동쪽으로는 남부 시리아, 서쪽으로는 키레나이카까지 뻗어나갔으며 남쪽으로는 누비아와 국경을 접했다. 수도인 알렉산드리아는 그리스 문화의 중심지로 부상했으며, 수많은 상선들이 이집트의 항구들을 들락날락하였다. 프톨레마이오스 왕조의 왕들은 이집트인들의 호의를 얻기 위하여 스스로를 파라오라 칭하였고, 후기로 갈수록 아예 이집트인들에게 동화되어 이집트식으로 옷을 입거나 신전에도 이집트식으로 자신들의 모습을 새겨넣었다.
프톨레마이오스 왕조 최후의 지배자는 클레오파트라 여왕이었다. 그러나 그녀는 연인이었던 안토니우스가 로마 제국의 패권을 놓고 싸우다가 패배했다는 소식을 듣자 자살하였고, 이후 내전에서 승리하나 아우구스투스가 알렉산드리아를 점령하면서 프톨레마이오스 왕조의 왕계도 끊기고 말았다. 이후 이집트는 로마 제국에 병합되었으나, 오히려 그 부는 여전했고 이집트는 광대한 로마 제국 내에서도 가장 부유한 지역들 중 하나로 황제가 직접 관할하는 황제 속주로 남았다. 기독교는 1세기 경에 처음으로 전래되었다. 디오클레티아누스 황제의 재위기에 이르러 이집트는 로마 제국에서 비잔티움 제국으로 그 통치권이 옮겨갔고, 이때 수많은 이집트계 기독교인들이 박해되어 숙청되었다. 이 시기에 신약성서가 이집트어로 번역되었다. 451년의 칼케돈 공의회 이후, 이집트 콥트 교회가 설립되었다.

### 중세
로마 제국 이후 이집트의 패권을 넘겨받은 비잔티움 제국은 7세기 초 비잔티움-사산 전쟁에서 페르시아인들이 제국을 침공하여 10여 년 동안 이집트를 점령한 것을 되찾은 이후에도 지속적으로 이집트를 안정적으로 통치할 수 있었다. 그러나 이후 아랍계 무슬림들이 비잔티움 군대를 이집트에서 꺾고 수니파 이슬람교를 전래시키기 시작하자 상황은 변하기 시작한다. 이 시기, 이집트인들은 수많은 종교들이 섞여 있는 사회를 구성하고 있었으며 콥트 기독교, 이슬람교, 심지어는 수피교까지 수많은 종교를 믿고 있는 굉장히 다원적인 구조를 이루고 있었다.
639년에는 이슬람의 2대 칼리프인 우마르가 4,000명에 달하는 군대를 이집트에 파견하였다. 이후 640년 경에 이르자 이 군대는 중간에 6,000명 정도를 더 불려 몸집을 키웠고, 헬리오폴리스에서 비잔티움 제국의 군대와 대전투를 벌였다. 이 전투에서 승리한 이슬람 군대는 알렉산드리아로 향했고, 알렉산드리아가 641년 11월 8일에 항복협정에 조인하면서 이집트는 아랍인들의 손에 떨어졌다. 비잔티움 제국은 645년에 공세를 펼쳐 잠시 알렉산드리아를 되찾는 데에 성공하였으나, 646년에 다시 이슬람군에 빼앗겼다. 654년에는 콘스탄스 2세가 보낸 함대가 침몰하였고, 이후 비잔티움 제국은 다시는 이집트 유역을 되찾지 못했다. 무슬림들은 점령 직후 푸스타트라는 도시를 지어 이슬람의 이집트 수도로 삼았으나, 이 도시는 십자군 원정기에 불타고 말았다. 이후 986년에 카이로가 세워졌고, 얼마 지나지 않아 아랍 세계 전체에서 가장 거대하고 부유한 도시로 떠오른다.

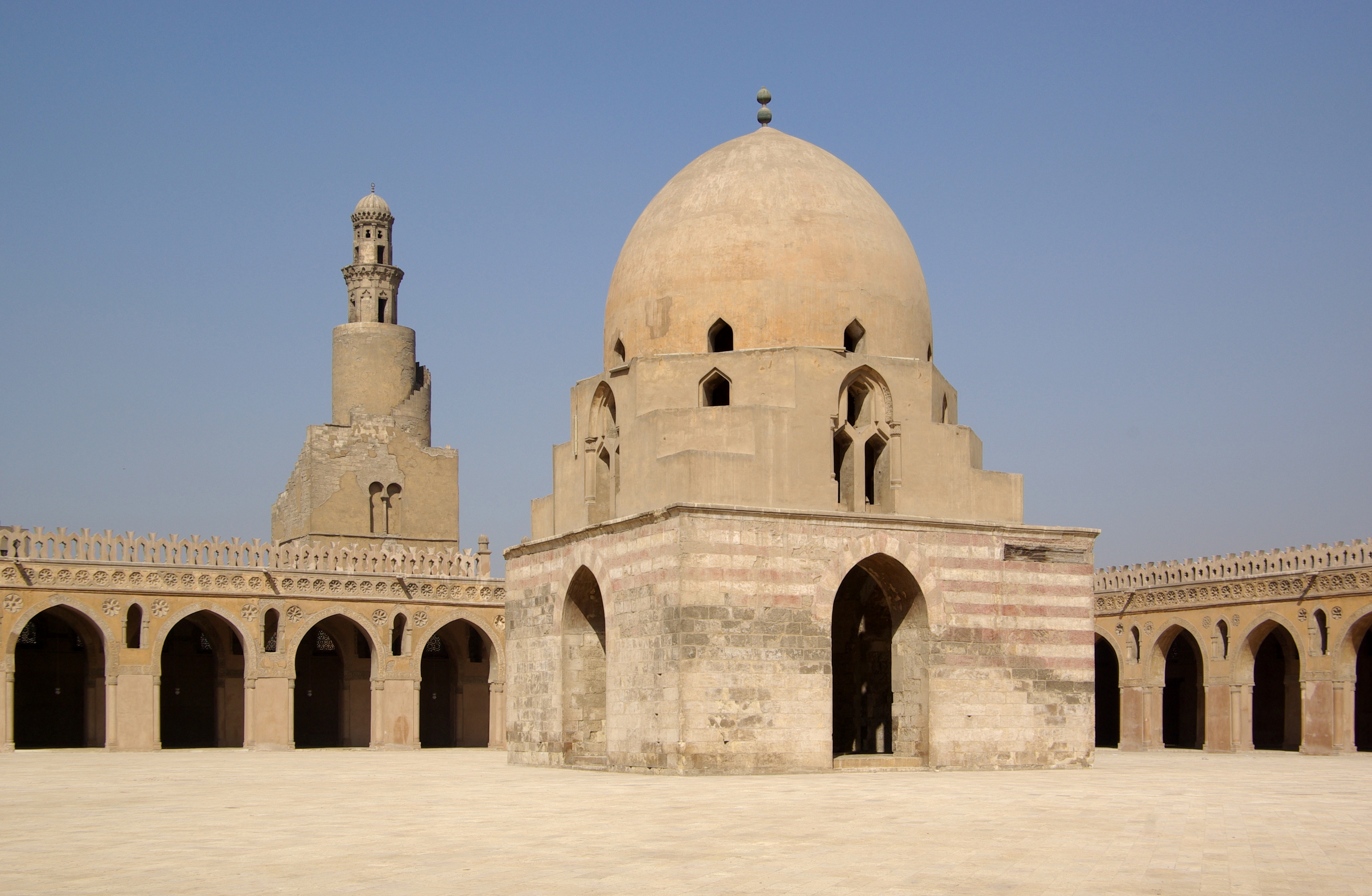
카이로의 이븐 툴룬 모스크

#### 아바스 칼리파조
이집트는 아바스 칼리파조에 이르러 그 세금이 유독 과중되었다. 이로 인하여 기독교를 믿던 콥트교 신자들이 반발하여 아바스의 지배 4년 만에 반란을 일으키기도 했다. 9세기 초에 들어서 압둘라 이븐 타히르의 재위기에 칼리프는 바그다드의 궁전에서 머무르고 이집트에 총독이 파견되어 통치하게 하는 전통적인 지배 구조가 재확립되었다. 828년에는 또다른 반란이 일어났고, 831년에는 콥트교도들도 이에 동참하였다. 점차 바그다드의 칼리프도 세력 다툼 등 복합적 요소로 힘을 잃어가기 시작했고, 이로 인해 이집트에는 수많은 무슬림 장군들이 할거하여 나름대로 왕조를 세우고 아바스 칼리파조에 반란을 일으키곤 했는데, 가장 대표적인 것이 툴루니드 왕조와 이크시드 왕조 등이 있다.

#### 파티마 칼리파조와 맘루크
이집트의 무슬림들은 스스로 힘을 키운 이후, 아바스 칼리파조에서 독립하여 자치적인 왕국을 세웠는데, 이들 중 가장 대표적인 것이 바로 파티마 칼리파조이다. 파티마 칼리파조는 카이로를 수도로 하여 약 600여 년 동안 이집트를 장악하였다. 한편 쿠르드계의 아이유브 왕조가 끝나자, 군인 계급이었던 맘루크 계급이 1250년경 정권을 장악하여 이집트를 한시적으로 통치하였다. 13세기 말 즈음의 이집트는 홍해, 지중해를 통하여 활발한 교역을 통한 막강한 경제력을 지니고 있었으며, 인도, 말레이시아, 동인도 등 세계 각국과 교류하였다. 한편 14세기 중반에는 세계를 덮친 흑사병의 피해로 인하여 이집트 전체 인구의 무려 40%가 사망하였다.

### 근대

#### 오스만 제국
오스만 제국은 1517년에 이집트를 정복하였으며, 이후 1867년까지 이집트는 오스만 제국의 영향권 내에 놓이게 된다. 그러나 오스만 제국 시기 이집트는 점차 쇠퇴세를 걷게 되는데, 군비 증강과 군인 수 증가로 인하여 사회적, 경제적인 혼란이 야기되었으며, 각종 역병들의 창궐로 인하여 이미 약해진 이집트 경제는 외국 자본들의 침입이 무력하였다. 점차 포르투갈 상인들이 이집트의 무역권들을 잠식해나가기 시작하였으며, 그와중에 1687년부터 1731년 사이까지 무려 6번에 달하는 기근이 이집트를 덮치며 이집트는 갈수록 쇠퇴해갔다. 특히 심했던 1784년 대기근 때에는 이집트 전체 인구의 무려 6분의 1이 사망하기도 했다.
이집트는 오스만 제국에게도 상당히 다스리기 까다로운 지역이었는데, 이는 이집트의 상당한 국력과 아직도 남아있던 기존의 권력층인 맘루크 잔존 세력들 때문이었다. 이집트는 맘루크들의 자치 통치 하에 오스만 제국 내에서도 반자치 상태를 유지하였으나, 1798년에 나폴레옹 보나파르트가 이끄는 프랑스 군대가 침략하자 상황이 급변하기 시작하였다. 프랑스는 이집트를 점령하고 일시적으로 다스렸는데, 얼마 지나지 않아 프랑스가 영국에게 패배하자 이집트는 갑작스레 권력 공백 상태가 되고 말았다. 이후 이집트에서는 오스만 제국, 이집트계 맘루크 계급, 마지막으로 오스만 제국을 등에 업은 알바니아계 상인들이 서로 권력을 차지하기 위하여 각축전을 벌이기 시작하였다.

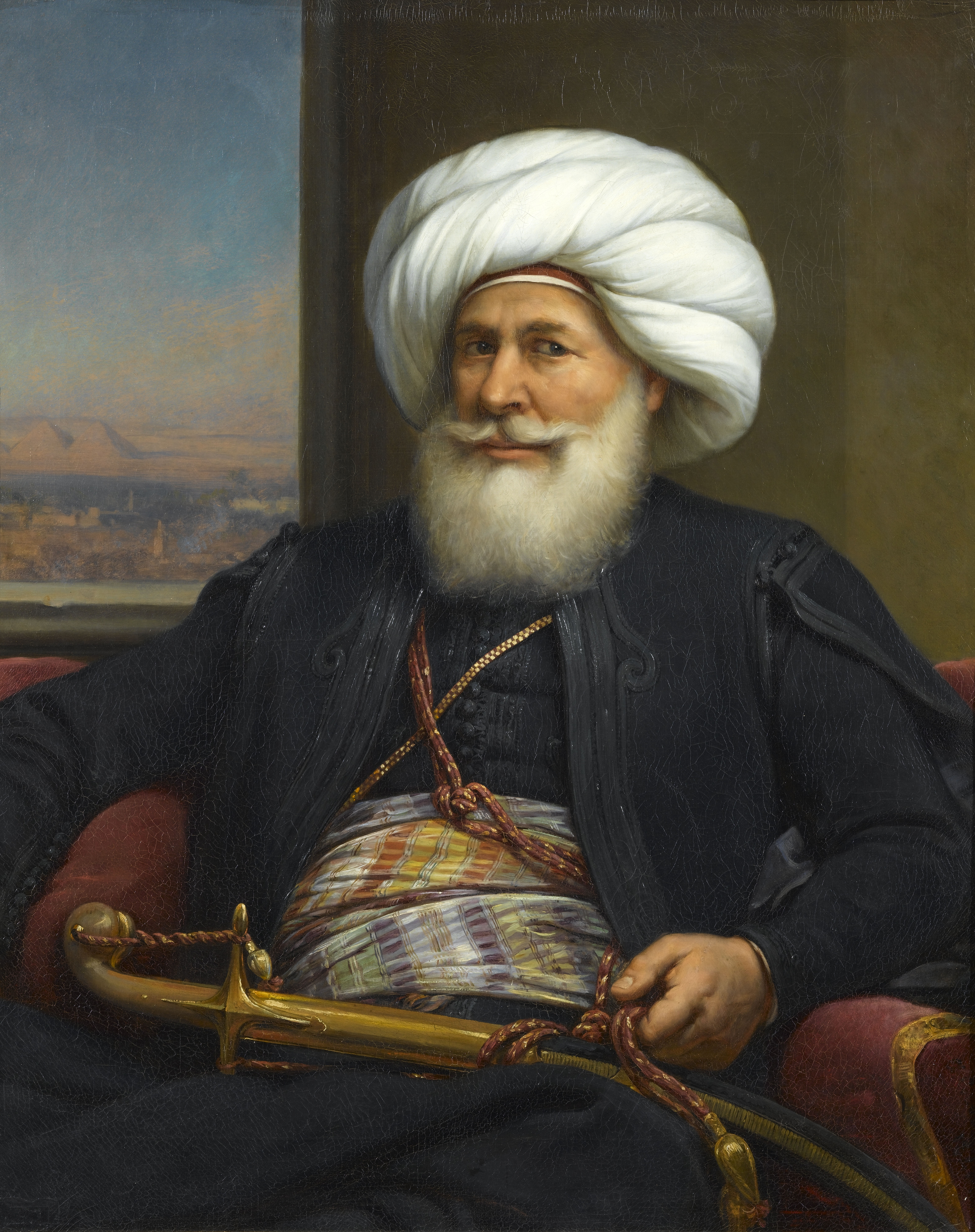
무함마드 알리 파샤

#### 무함마드 알리 왕조
프랑스인들이 쫒겨난 이후, 이집트의 권력은 오스만 제국의 알바니아계 군 장교였던 무함마드 알리 파샤의 손에 들어갔다. 그는 오스만 제국으로부터 ‘이집트 총독’의 직위를 얻어내었으나, 실질적으로는 반독립 상태를 유지하면서 오스만 제국과는 독자적으로 행동하였다. 무함마드 알리는 권력을 장악한 직후, 맘루크 계급들을 집단으로 숙청한 후에 새로운 왕조를 세웠고, 이 왕조는 1952년까지 이어지게 된다.
1820년대에 이집트에 솜 재배업이 유입되었으며, 이후 19세기 말까지 이집트의 핵심 산업으로 자리잡게 된다. 이때 면화 산업의 영향으로 인하여 지주와 농노 사이의 권력 구조가 강화되었으며, 해외로의 면화 수출을 통하여 이집트 경제의 국제 사회 개방이 점진적으로 이루어지게 된다. 한편 무함마드 알리 총독은 1820년대 초반에 수단 북부를, 1833년에 시리아를, 나중에는 아라비아 반도와 아나톨리아 반도 일부까지 이집트 내로 편입시키기 시작한다. 그러나 알리 총독이 결국 허약한 오스만 제국까지 집어삼키고 반서구적인 정책을 펼 것을 두려워한 서구 열강들은 그에게 대부분의 영토들을 다시 오스만 제국에게 돌려줄 것을 요구하였다. 알리 총독은 이후에도 국가를 근대화하기 위해 노력하였으며, 각종 산업을 진흥시켰고 운하를 지었으며 각종 공무 제도들을 확충하며 대대적인 개혁에 착수했다.
알리 총독은 이집트를 점차 군국주의화시켰으며, 이로 인하여 전체 인구의 4%에 달하는 사람들이 군대에서 복무할 정도로 비대한 군대를 운용하게 되었다. 이때 알리 총독의 정책이 마치 20세기 소련의 모습과 비슷하다고 평가하기도 한다. 알리 총독은 군대에도 대대적인 근대화 개혁을 단행하였는데, 대표적으로 농노들을 대상으로 한 징병제를 단행하였으며 서구식 장교들을 초빙하여 군대를 훈련시키기도 하였다. 또한 의무교육을 통하여 군인에 대한 자긍심을 크게 고취시키도록 만들었으며, 일종의 세뇌교육을 시도하여 성인 남성들이 군대식 생활에 익숙해지도록 하였다. 한편 이같은 군대식 개혁은 많은 부작용들도 불러왔다. 이집트는 중동이나 타 북아프리카계 국가들에 비하여 국민들의 기본적 수리력과 문해력이 부족했는데, 이는 교육이 오직 산업계와 군대에 한해서만 집중적으로 진행되었기 때문이었다.
알리 총독은 1848년 9월에 그의 아들인 이브라힘 파샤에게 총독직을 물려주었고, 1848년 11월에는 그의 손자인 아바스 1세에게 직위가 넘어갔으며, 1854년에는 사이드 파샤에게, 1863년에는 이스마일 파샤에게 넘어갔다. 이스마일 파샤는 이집트에서 노예제를 금지하였으며, 과학과 농업 기술 발전을 장려하기도 했다.
알리 왕조 치하의 이집트는 명목상으로는 오스만 제국의 영토였다. 다만 1867년에는 ‘헤디위(Khedivate)’, 즉 자치 봉신국의 지위를 얻어내었으며, 1914년에 오스만 제국이 완전히 파탄나기까지 이같은 지위를 유지하였다. 한편 지중해와 홍해를 잇는 대운하인 수에즈 운하는 프랑스와의 합작으로 1869년에 완공되었다. 유럽의 은행들이 운하의 건설을 진행하였으며, 이 때문에 이집트는 외국에 엄청난 양의 빚을 지게 되었다. 게다가 고질적인 부정부패 탓에 막대한 양의 돈이 관료들의 뒷주머니로 사라지며 이집트의 경제사정은 갈수록 악화되었다. 정부는 재정을 보수하기 위하여 세금을 올렸고, 이는 사회적 불안정을 불러왔다. 1875년에 이스마일 파샤 총독은 수에즈 운하에 대한 이집트 정부의 지분을 모두 영국에게 팔아치움으로서 겨우 이집트의 파산을 막기까지 할 정도였다. 이후 이집트 정부 내에 영국과 프랑스의 인사들이 대거 등용되는 등 양국의 내정간섭이 갈수록 심해졌으며, 사실상 영국과 프랑스가 간접적으로 통치하는 모양새가 되고 말았다.
한편 이 시기에는 자연재해도 겹쳤는데, 1880년대에 대대적인 가축 전염병이 돌았으며 홍수, 내전들이 겹겹이 터지며 이집트는 갈수록 외채에 의존하는 국가로 전락하게 된다. 상황이 점차 악화되자, 국민들은 알리 왕조에 대한 불만이 쌓여갔으며, 1879년에는 아흐메드 우라비를 중심으로 첫 민족주의 단체가 설립된다. 이후 이집트에서 알리 왕조와 국민들 간의 불화가 격화되자, 1882년에는 결국 영국이 이집트를 침공하였고, 이집트 군대를 꺾은 뒤 알리 왕조를 내세운 사실상의 보호령으로 전락시키고 말았다.

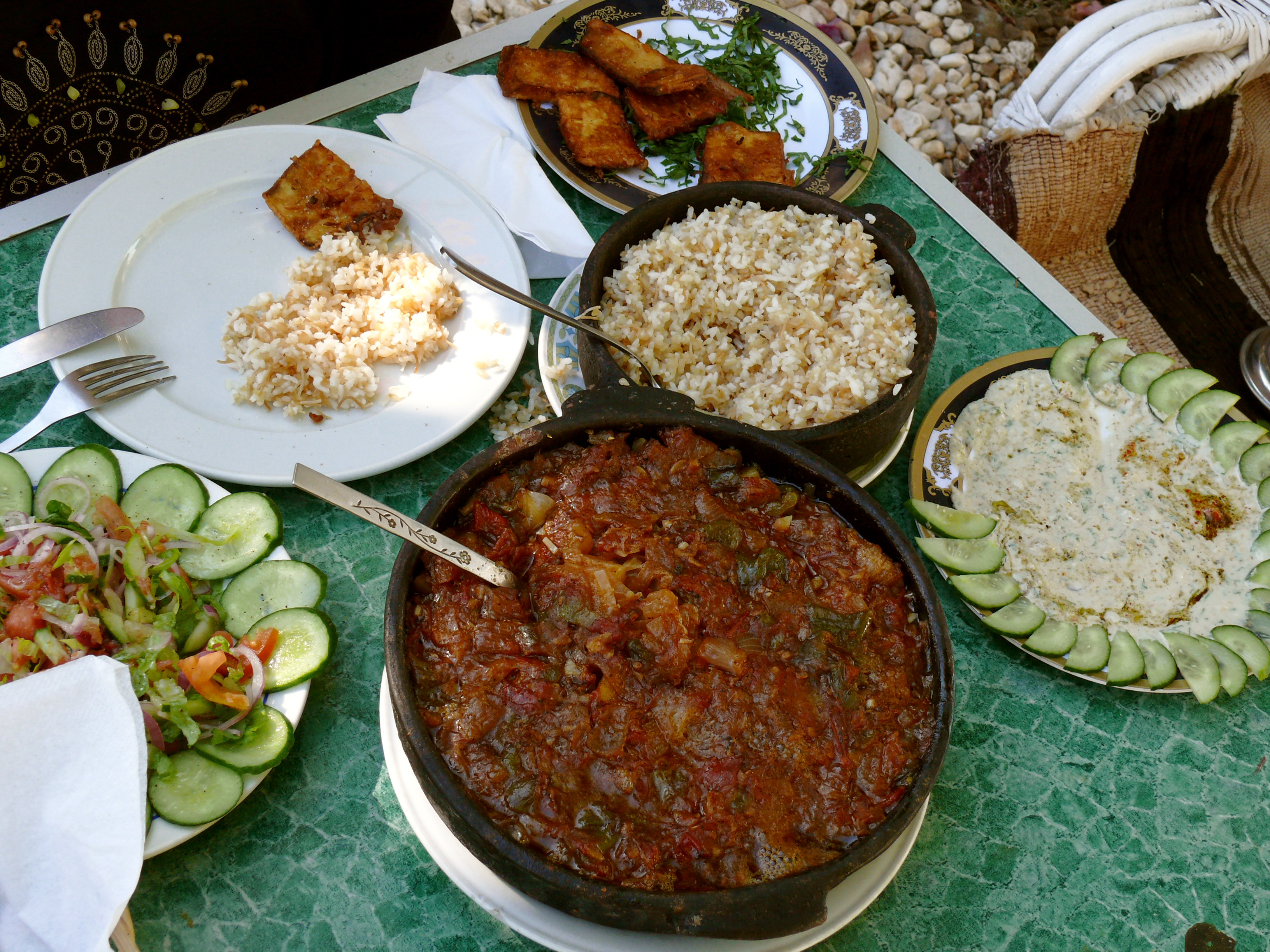

1899년에는 앵글로-이집트 합의에 의하여 수단이 이집트의 알리 왕조와 영국의 공동 통치 하에 놓일 것을 합의하였으나, 이는 말뿐이었고 실질적으로는 영국이 수단을 지배하는 형국이었다. 1906년에 영국 장교들과 이집트 주민들 간의 불화가 곪아 터진 덴샤와이 사건(Denshawai incident)가 발생하자 상당수의 이집트 국민들은 아예 영국에서 등을 돌리고 민족주의 운동에 참여하게 된다.

#### 이집트 술탄국
1914년에 오스만 제국이 제1차 세계대전에 동맹국들의 편에서 참전하자, 안그래도 영국에 적대적이었던 알리 왕조의 아바스 2세는 종주국인 오스만 제국을 도와 전쟁에 참전하기로 결정하였다. 결정 직후, 영국은 강제로 아바스 2세를 몰아내었고 그의 형제인 후세인 카멜을 대신 그 자리에 앉혔다.
후세인 카멜은 오스만 제국으로부터 독립을 선포하였으며, 이집트의 술탄이라는 칭호를 사용하기 시작하였다. 독립된지 얼마 지나지 않아, 이집트는 완전한 영국의 보호령으로 선포되었다. 1차 세계대전이 끝난 이후, 자유주의 정당인 와프트 당이 당시 전세계에 불어닥친 민족자결주의 열풍을 이집트 내에서 이끌었고, 선거에서도 대승을 거두며 영국의 식민통치에 반발하였다. 영국은 와프트 당의 지도자들을 1919년 3월에 해외로 추방했는데, 이로 인한 국민들의 반발이 터져나오며 첫 혁명이 일어나게 된다. 이집트인들의 반발이 하도 극심해지자, 영국 정부도 어쩔 수 없이 1922년 2월 22일에 이집트의 독립을 인정할 수 밖에 없었다.

#### 이집트 왕국
영국으로부터 독립을 획득한 직후, 이집트 술탄국은 이집트 왕국으로 국명을 바꾸었으며 당시 술탄이었던 푸아드 1세는 ‘이집트의 왕’이라는 칭호를 얻었다. 다만 명목상으로는 영국으로부터 독립하였으나, 이집트 왕국에는 여전히 영국군이 주둔하였으며 정치적, 사회적으로도 막대한 영향력을 유지하고 있었다.
새롭게 수립된 정부는 1923년에 헌법을 도입하였으며 의회제도를 실시하기 위하여 선거를 진행하였다. 이 총선거에서 민족주의 성향의 와프드 당이 압도적인 승리를 거두었으며, 와프드 당의 지도자였던 사아드 자글룰이 초대 총리로 취임하였다. 1936년에는 앵글로-이집트 조약이 맺어졌고, 마침내 영국군이 수에즈 운하 지역을 제외한 이집트 전역에서 철수하였다. 다만 이 조약에는 수단에 관련된 내용은 빠져있었고, 이에 따라 수단은 1899년 이래 이집트와 영국이 공동통치에 합의한 것이 암묵적으로 유지되는 것으로 받아들여졌다. 다른 말로, 말은 이집트와 영국의 공동통치지만 실제로는 영국의 통치라는 뜻이다.
영국은 이집트를 북아프리카 지역의 세력 교두보로 사용하였으며, 특히 이탈리아와 독일을 상대로 한 군사적 요충지로 사용하며 매우 중시하였다. 특히 동지중해의 핵심 거점이었던 수에즈 운하의 중요성 때문에 이집트를 중시할 수 밖에 없었는데, 영국은 수에즈 운하를 장악하고 이 운하를 통하여 영국 본국과 인도, 오스트레일리아와 교류를 지속하였던 것이다. 한편 영국 정부와 상반되게 이집트 정부는 2차 세계대전에서 상당히 소극적인 모습을 보였다. 세계 대전이 발발하자마자 이집트는 계엄령을 선포하였으며, 나치 독일과의 국교를 단절하였다. 다만 독일에게 전쟁을 선포하지는 않았으며 영국의 전쟁 지원국 정도로만 남았다. 1940년에는 이탈리아와도 국교를 단절하였으나, 심지어 이탈리아가 이집트를 침공하였을 때에도 이탈리아에게 전쟁을 선포하지는 않았다. 당시의 파루크 국왕은 중립적인 입장을 취했으며, 영국을 특별히 돕지도 않았다. 이는 당시 이집트 엘리트층들의 의식구조와도 관련이 있었는데, 당시 이집트인들은 영국과 사이가 좋지 않았고 심정적으로는 추축국 측에 일부 공감하는 것도 있었던 것이다. 한편 1940년 6월에는 국왕이 영국과의 관계를 악화시킨 알리 마허 총리를 해임하였으며, 하샨 파샤 사브리 총리를 새롭게 임명하였다.
1942년 2월, 영국의 마일스 램슨 경은 파루크 국왕에게 와프드 당이 주도하는 내각을 꾸리라고 강요하였다. 그러나 국왕이 이를 순순히 받아들이지 않자, 1942년 2월 4일에는 왕궁을 탱크와 병사로 포위한 후 국왕에게 최후통첩을 전달하며 새 내각 구성을 협박하였다. 국왕은 어쩔 수 없이 받아들였으며, 얼마 지나지 않아 친영 내각이 새롭게 구성되었다. 그러나 이같은 행위는 국왕은 진노케 하였으며, 영국의 입맛에 맞는 정부가 세워지는 모습을 그대로 지켜본 국민들과 군부의 신임마저 잃는 결과를 가지고 오고 말았다. 영국군은 수에즈 운하에서조차도 상당수 철수하였으나, 전쟁 전후 시기에 이집트인들의 반영 감정은 갈수록 커지고만 있었다. 게다가 아랍-이스라엘 분쟁에서 이집트 왕국이 처참한 패배를 맛보며 왕정에 대한 불신도 증가하고  있었던 것이다. 1950년 선거에도 와프드 당이 압승을 거두었고, 국왕은 강제로 모스타파 엘-나하스를 새 총리로 지명하였다. 1951년에는 이집트가 일방적으로 1936년의 앵글로-이집트 조약에서 탈퇴하였으며, 모든 영국군에게 수에즈 운하에서 철수할 것을 명령했다.
영국은 당연히 이집트의 요구를 거부하였다. 그러자 이집트 관료들은 수에즈 운하의 영국군 기지로 향하는 식수를 끊어버렸으며 식량 반입도 거부하였다. 또한 이집트 인부들이 기지 내부로 들어가는 것 또한 막았으며 게릴라전을 펼치며 기지를 공격하기 시작하였다. 수에즈 운하의 영국군 기지는 반쯤은 전투 상황으로 변했으며, 마침내 1952년 1월 24일에 이집트 게릴라 군대가 경찰의 도움을 받아 기지를 기습하였다. 영국군은 이에 맞서 1월 25일에 보병과 탱크를 내보내 게릴라 군대를 돕고 있던 경찰에게 1시간을 주고 당장 항복할 것을 명령하였다. 경찰은 내무장관에게 연락했고, 항복할 것인지 싸울 것인지 물어보았다. 내무장관은 ‘마지막 인원까지 싸워라’라고 답했고, 결국 이로 인하여 경찰서는 박살났으며 43명의 이집트 경찰이, 3명의 영국군이 전사했다. 이 사건은 이집트 전역에서 격분을 불러일으켰고, 다음 날인 1월 26일에는 카이로에서 ‘검은 토요일’이라고 불리는 대규모 반영 시위가 일어나 카이로 일부가 불에 타 전소하기도 했다. 파루크 국왕은 와프드 당에게 시위의 책임을 돌렸고, 총리를 해임한 후 알리 마허 파샤를 새로운 총리직에 앉혔다.
1952년 7월 22일, 무하마드 나기브과 가말 압델 나세르가 이끄는 자유장교단이 쿠데타를 일으켰고, 파루크 1세는 그의 아들이지 태어난 지 7달 밖에 되지 않은 푸아드 2세에게 양위하였다. 왕실은 며칠 후 이집트를 떠났고, 무하마드 압델 모네임을 중심으로 한 섭정위원회가 창설되었다. 그러나 섭정위원회는 명목상의 통치기구일 뿐이었고, 실권은 당연히 나기브와 나세르가 이끄는 혁명통치위원회의 손에 들어가 있었다. 대중들은 쿠데타 이후에는 개혁이 이루어질 것을 기대하였고, 이 때문에 폭동이 일어나기도 하였다. 자유장교단은 마침내 왕정제와 1923년의 헌법을 공식적으로 폐지하였으며 1953년 6월 18일에 공화국을 선포하였다. 나기브 장군이 첫 대통령으로 취임하였으며, 나세르가 초대 총리로 취임하였다.

### 현대

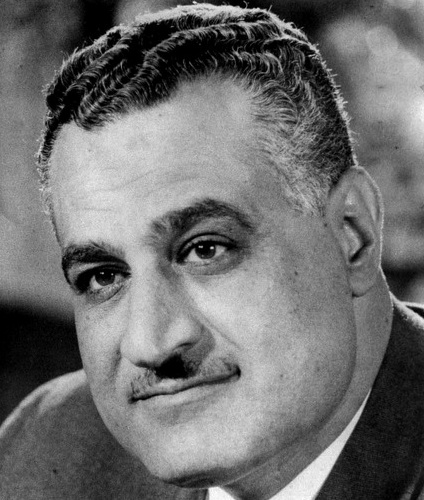
가말 압델 나세르 대통령

#### 이집트 공화국
1952년의 혁명 이후, 이집트의 실권은 자유장교단과 군부에게 넘어갔다. 군부는 모든 정당들을 법적으로 금지하였으며, 1953년 6월 18일에 이집트 공화국을 선포하였으며 나기브 장군이 초대 대통령으로 선출되어 약 1년 반 정도를 대통령으로 지냈다.
그러나 나기브 대통령은 얼마 지나지 않은 1954년에 범아랍주의자이자 1952년 혁명의 실세였던 나세르에 의하여 강제로 하야하게 되었고, 이후에는 가택연금을 당했다. 나기브 대통령이 사임한 후, 나세르가 새롭게 대통령에 선출되기 전까지 이집트의 대통령은 1956년까지 공석이었다.
1954년 10월에 이집트와 영국은 1899년의 앵글로-이집트 합의를 파기하고, 수단에게 독립을 주기로 합의하였다. 이 합의는 1956년 1월 1일부터 효력을 발휘하였다. 한편 나세르 대통령은 1956년 6월에 취임하였으며, 영국군이 6월 13일에 수에즈 운하 지역에서 철수하자 곧바로 수에즈 운하의 국유화를 선포하였다. 나세르 대통령이 이스라엘과 서방권에게 적대적인 태도를 보이자, 이로 인하여 2차 중동전쟁이 터졌다. 이 전쟁에서 프랑스와 영국 등의 지원을 받은 이스라엘이 시나이반도와 운하를 점령하였으나, 이 전쟁이 더욱 확산될 것을 우려한 미국과 소련 측에서 중재를 나섬으로써 얼마 지나지 않아 전쟁 이전의 상태로 돌아갈 것을 합의하였다.

#### 아랍연합공화국
1958년에 이집트와 시리아는 서로 국가를 합쳐 아랍연합공화국을 창립하였다. 그러나 이 공화국은 오래가지 못했고, 1961년에 시리아가 탈퇴함으로써 3년만에 사라졌다. 아랍연합공화국은 북예멘과의 느슨한 연방을 이루고 있는 구조였으며, 1959년에는 가자 지구를 흡수하여 그 곳에 있던 팔레스타인 자치 정부를 흡수하였다. 팔레스타인 자치 정부는 그 후 다시 재건되지 못했다. 한편 나세르 대통령을 추종하는 자들이 모여 만든 정당인 아랍사회주의연합이 1962년에 창당되었다.
1960년대 초반에 이집트는 북예멘 내전에 깊숙이 관여하였다. 나세르 대통령은 예멘 공화국군을 지원하였고, 7만 명에 달하는 이집트 군인들과 화학무기를 지원하였다. 그러나 내전은 얼마 지나지 않아 장기전의 늪에 빠져들었으며, 이집트는 예멘 내젠에 갈수록 많은 것을 쏟아부어야만 했다. 한편 1967년 5월, 소련은 나세르 대통령에게 이스라엘이 시리아에 공격을 준비하고 있다고 경고하였다. 그러나 당시 이집트는 이를 ‘근거가 없다’고 일축하였고, 나세르 대통령은 5월 14일에 시나이의 이스라엘 국경에 군대를 파견하고, 유엔 평화유지군들을 시나이반도에서 몰아내고 해협을 막아 이스라엘 선박들의 통행을 막음으로써 이스라엘과의 전쟁을 막을 수 없는 상황으로 몰고 갔다. 5월 26일에는 아예 대놓고 ‘이스라엘을 멸망시키겠다’라고 선포하며 전쟁을 시작하였다.
이스라엘은 이집트가 티란 해협을 막은 것을 명분으로 전쟁을 선포하였고, 이로 인하여 제3차 중동전쟁이 일어났다. 이스라엘은 이집트를 빠른 속도로 공격했고, 이집트가 1948년부터 점유하고 있던 시나이반도와 가자 지구를 점령하였다. 이후 계엄령이 발동되었고, 이 계엄령은 2012년까지 지속되었다. 이 계엄령이 발동되자 경찰의 공권력이 엄청나게 커졌으며, 국민들의 권리가 제한되었으며 언론과 문화 검열이 아예 법적으로 허용되었다.
이집트 왕정이 1950년대에 몰락할 무렵, 이집트인들 가운데에서 상류층이라고 불릴 만한 인구는 50만 명이 채 안되었다. 중산층은 400만 명 정도 밖에 되지 않았고, 나머지 1,700만 명은 모두 하류층이었던 것이다. 초등학교 적령기의 아이들 중 절반이 넘게 학교를 가지 않고 일터에서 일했다. 그러나 나세르 대통령이 이를 바꿔놓았는데, 대규모 토지 개혁과 분배 정책을 통하여 대학생 정원을 급속도로 늘렸으며 국영산업에 대한 대대적 투자로 인하여 극도의 사회적 유동성을 불어넣고 사회빈부격차를 완화하기도 했다. 1950년대 말에서 1960년대 초의 기간 동안 공립학교의 학생 수는 2배가 넘게 증가하였으며, 수 백만 명의 이집트 빈민들이 일자리와 교육을 통하여 서민에 합류할 수 있었다. 그러나 점차 나세르가 1960년대 중후반부에 들어 독재의 면모를 보이고 전쟁에 깊숙이 개입하는 등 악재가 이어지자, 이집트의 경제도 다시 하락하기 시작했으며 사회도 경직되며 나세르의 지지율도 떨어지기 시작했다.

#### 이집트 아랍 공화국

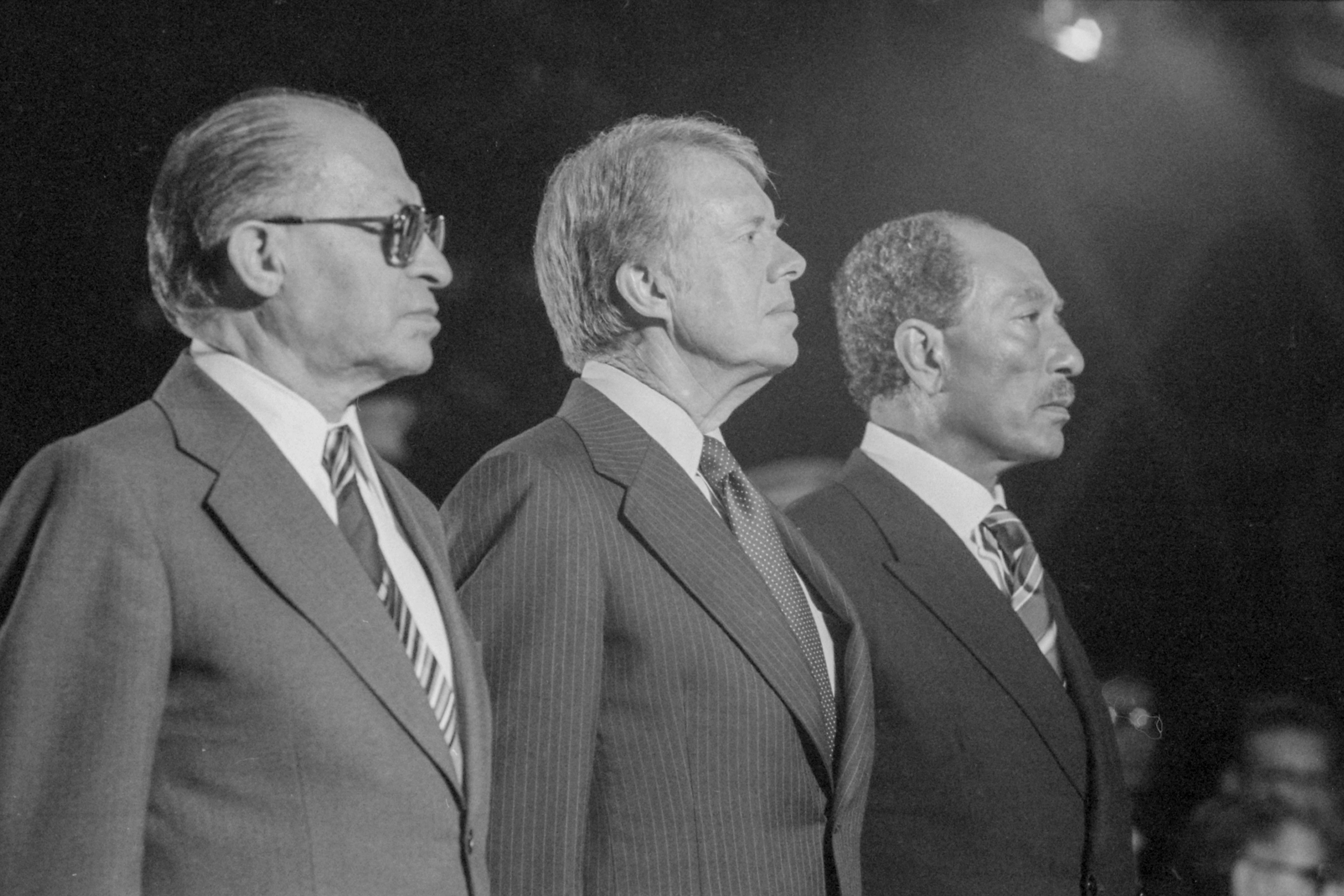
1979년 캠프데이비드 협정

##### 사다트 대통령
1970년에 마침내 독재자였던 나세르 대통령이 심장마비로 급사하였으며, 대통령직은 안와르 사다트에게 넘어갔다. 사다트 대통령은 소련의 고문관들을 국외로 추방하고 소련의 사회주의 동맹에서 나와 미국과 관계를 개선하는 등 획기적인 면모들을 보이기 시작하였다. 그는 대규모 경제 개혁을 실시하였으며, 1973년에는 시리아와 함께 4차 중동전쟁을 벌이기도 했다. 이 전쟁을 예상하고 있지 못했던 이스라엘은 이집트와 아랍 세계에게 속수무책으로 당했으며, 사다트 대통령은 이스라엘과의 평화를 대가로 시나이반도를 다시 얻어내게 된다.
1975년에 사다트 대통령은 나세르 전 대통령의 경제 정책을 철회하고 외국 투자를 장려, 정부 규제를 철폐하는 등 경제 자유화의 길을 걸었다. 이로 인하여 세율이 하락하였고, 관세가 낮추어지며 일부 외국인 투자가 일어나기는 하였으나 대부분의 투자는 저위험, 고수익의 사업들, 예를 들어 관광업이나 건설업 등에만 집중되었고 이집트의 인프라 투자는 갈수록 정체되었다. 사다트의 정책은 이집트 경제 현대화와 중산층 부양을 위한 것이었으나, 결과적으로는 상류층들만을 살찌우는 결과를 낳았으며 곡류, 빵 등 기본적인 식량마저 부족해지며 1977년에 폭동이 일어나기도 했다.
1977년에 사다트 대통령은 아랍사회주의연합을 해산시켰고, 국민민주당을 새롭게 창당하였다. 사다트 대통령은 1977년에 이스라엘에 역사적인 방문을 하였고, 이후에 이스라엘이 시나이반도에서부터 철수한다는 내용의 1979년의 캠프데이비드 협정을 맺었다. 사다트의 행동은 아랍 세계에서 엄청난 파장을 일으켰으며, 이 때문에 이집트는 아랍 연맹에서 쫒겨나기까지 하였다. 다만 대부분의 이집트인들은 사다트 대통령을 지지하였다. 1981년 10월에는 사다트 대통령이 이슬람 극단주의자에 의하여 암살당했다.

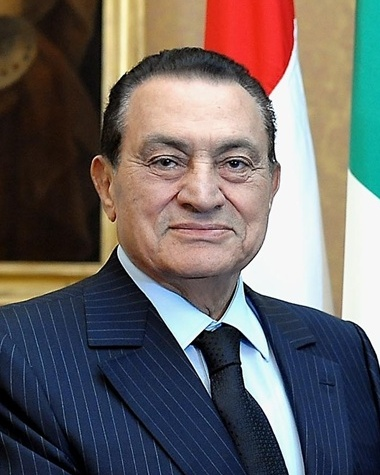
호스니 무바라크 대통령

##### 무바라크 대통령
사다트 대통령이 암살된 직후, 호스니 무바라크가 유일 후보로 나서서 국민투표에서 대통령으로 선출되었다. 무바라크 대통령은 이스라엘과의 평화 관계를 다시 악화시켰으며, 이를 통하여 아랍 세계와의 관계를 다시 공고히 하고자 노력했다. 무바라크 대통령은 취임 초기부터 심각한 경제난에 봉착했는데, 농업과 관련 산업이 발전을 하고는 있으나 인구의 급격한 증가분을 도저히 따라잡을 수 없었던 것이다. 대규모의 기아와 실업이 발생하였고, 수많은 농촌 인구가 카이로와 같은 대도시에 유입되면서 거대한 크기의 슬럼가를 형성하는 등 사회 치안은 갈수록 악화되었다.
1986년 2월 25일, 경찰이 근무기간이 3년에서 4년으로 연장되는 것에 불만을 품고 폭동을 일으켰다. 카이로의 호텔, 나이트클럽, 식당, 카지노 등이 습격당했으며, 타 도시들에서도 폭동이 일어났다. 일상 외출이 금지되었으며 군대가 나선 이후에도 질서가 회복되기까지 3일이나 걸렸으며 107명의 사람들이 사망했다. 1980년대, 90년대, 2000년대에 이집트에서는 수많은 테러들이 일어났으며, 이집트 콥트교회 신자, 관광객, 정부 관료들을 상대로 한 테러가 빈번해졌다. 1990년대에는 이슬람 국단주의자 단체인 ‘알 가마 알 이슬라미야'가 대규모 테러 공격에 나서서 지식인들과 관광객들을 상대로 폭력적인 테러를 행했다. 이로 인하여 이집트의 가장 주된 산업인 관광업에 엄청난 타격이 가해짐으로써 관광업에 종사하는 국민들에게까지 악영향을 끼쳤다.
무바라크의 통치기간 동안 이집트 정계는 국민민주당이 장악하였으며, 1993년에 기업독점법, 1995년에 언론법, 1999년 반정부방지법 등을 연이어 통과시키며 정부가 새로운 규제를 통과시키거나 형을 집행하는 데에 대한 반발을 최소화하고 사람들을 억압하기 위한 법들을 하나씩 만들어나갔다. 결과적으로 1990년대 말에는 정치적 탄압이 아예 공공연화되었으며, 정치적 야당은 거의 존재하지 않는 상태로 변해버린 채로 무바라크 대통령의 독재가 자행되었다. 1997년 11월 17일에는 룩소르 근처에서 테러가 일어나 62명의 사람들이 사망했는데, 대부분이 관광객이었다.
2005년 2월 말에 무바라크는 대통령 선거제 개정을 선포하였고, 1952년 이래 처음으로 다수의 후보가 등록할 수 있도록 허가하였다. 그러나 새 법에는 여전히 후보 등록에 대한 제약이 남아있었고, 이로 인해 무바라크는 손쉽게 선거에서 당선될 수 있었다. 투표율은 심지어 25%에도 못미쳤다. 또한 외국의 선거 감시인들은 선거에 부정이 있음을 경고하였으며, 무바라크 대통령은 선거가 끝난 후 후보들을 체포하여 옥에 가두었다. 2006년에 휴먼라이츠워치는 정례적인 고문, 임의적 형벌, 재판의 부재, 부정부패 등 이집트에서 일어나고 있는 수많은 인권침해 사례들을 폭로하였다. 2007년에는 엠네스티에서 이집트가 고문의 중심지가 되고 있다고 비난하였으며, 테러와의 전쟁에서 타 국가들이 이집트에 용의자를 보내 고문하도록 할 정도로 고문이 심각하다고 밝혔다. 이집트 외무장관은 급히 이 보고서를 반박하였다.
2007년 3월 19일에는 헌법을 개정하여 종교정당의 창립을 금지하였으며, 새로운 반테러법을 통과시켜 경찰의 임의 체포, 조사를 허용하였다. 또한 대통령에게 의회를 해산할 수 있는 권한을 주었으며 법적으로 선거를 감시할 수도 없도록 만들었다. 2009년에는 여당인 국민민주당의 대변인이 이집트의 정치 체계가 매우 복잡하며, 민주주의까지는 ‘갈길이 멀다’면서 현 체제의 정당성을 주장하였다. 또한 ‘이집트의 실세는 군부이다’라고 말하기도 했다.

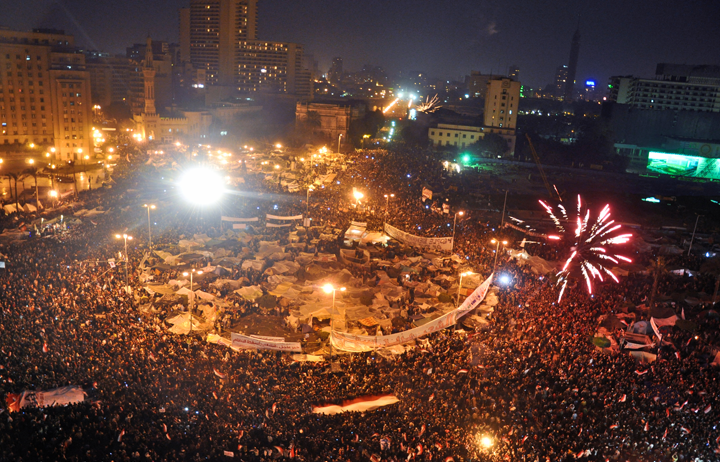
무바라크의 퇴진을 축하하는 인파들

##### 아랍의 봄
2011년 1월 25일, 마침내 무바라크의 폭정에 반발하여 대규모 시위가 일어났다. 2월 11일에는 드디어 무바라크 대통령이 사임하였고, 카이로에서 도망쳤다. 이 소식을 듣고 카이로의 광장에서는 대규모 축하 파티가 열렸다. 그러나 얼마 지나지 않아 군부가 권력을 장악하였으며, 군부최고위원회의 위원장인 모하메드 후세인 탄타위가 사실상의 국가원수로 등극하였다. 2월 13일에는 군부가 의회를 해산하였으며 헌법의 효력을 중지하였다.
3월 19일에는 개헌 국민투표가 열렸으며, 11월 28일에는 이집트에서 무바라크가 쫓겨난 이후 처음으로 의원선거가 열렸다. 투표율은 상당히 높은 편이었으며, 주된 소요 사태나 폭력이 일어나지는 않았다.

##### 무르시 대통령
이슬람 세력인 무슬림 형제단 출신의 무함마드 무르시가 2012년 6월 24일에 대통령으로 선출되었다. 2012년 8월 2일에 이집트의 총리는 28명의 신인들로 구성된 35인의 내각 명단을 발표하였고, 이들 중 4명은 무슬림 형제단의 인사들이었다.
제헌의회에서 무슬림 형제단과 이슬람 극단주의자들의 입김이 강해지자, 자유주의자들과 세속주의자들은 의회에서 탈퇴하였으며 무슬림 형제단은 무르시 대통령을 지지하며 세를 굳혀나가기 시작하였다. 2012년 11월 22일에는 무르시 대통령이 제헌의회를 보호한다는 명분으로 자신의 행정명령을 무조건적으로 시행한다는 내용의 법령을 발표하였다. 이로 인하여 이집트 전역에서 폭동과 시위가 일어났고, 2012년 12월 5일에는 만 명대에 달하는 무르시 대통령의 지지자들과 반대자들이 충돌하여 소요가 일어났다. 무르시 대통령은 야당 대표들과의 회담을 제안하였으나, 2012년 12월 헌법 국민투표를 취소하는 것에는 반대하였다.

##### 2013년 쿠데타
무르시 대통령과 무슬림 형제단은 샤리아에 기본한 정책들을 피고 과격한 이슬람 근본주의 정책을 입안하며 신임을 잃어나갔다. 결국 2013년 7월 3일에 무르시 대통령과 무슬림 형제단이 이끄는 정부에 대한 반감이 극에 달하여 쿠데타가 일어났고, 결국 군부가 모르시 대통령을 쫒아내고 과도 정부를 구성하였다. 2013년 7월 4일에는 68세의 헌법재판관인 아들리 만수르가 대통령 권한대행으로 취임하였으며, 새 정부는 성립 직후 무슬림 형제단의 인사들을 구금하거나 체포하였다. 체포된 이후 대부분의 인사들은 무기징역을 받거나 사형을 받았다.
2014년 1월 18일에 과도 정부는 새로운 헌법을 국민투표에 부쳤고, 이 국민투표에서 98.1%의 압도적인 찬성을 받아 통과시켰다. 전체 유권자의 38.6%가 국민투표에 참가하였고, 이는 무르시 정부 기간의 최고 투표율인 33%보다도 높은 수치였다.

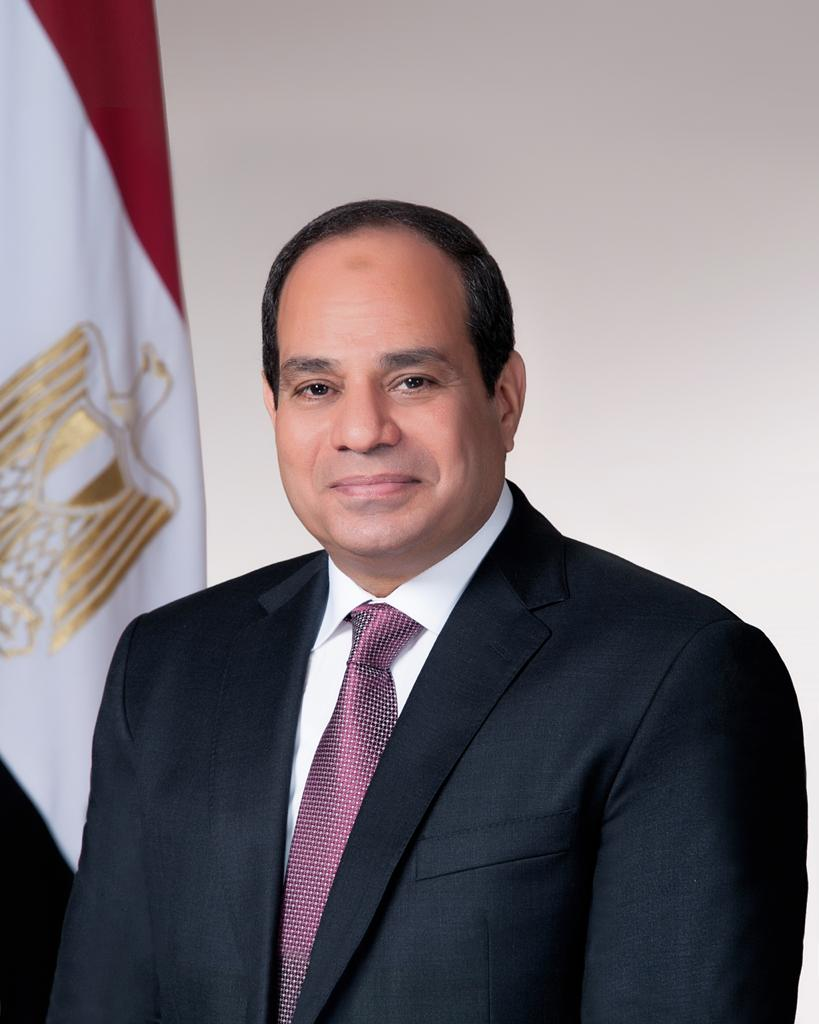
압둘팟타흐 시시 대통령

##### 엘시시 대통령
2014년 3월 26일, 이집트의 국방장관이자 육군원수였던 압둘팟타흐 시시가 군에서 은퇴한 뒤에 2014년 대선에서 뛸 것을 공언하였다. 2014년 5월에 실시된 여론조사는 엘 시시의 대승을 예측하였으며, 실제로도 압승을 거두며 2014년 6월 8일에 이집트 대통령에 취임하였다. 다만 무슬림 형제단과 일부 자유주의, 세속주의 정당들은 2014년 대선 자체를 보이콧하였다. 과도 정부가 심지어 선거 기간을 늘리면서까지 투표를 독려하였으나, 전체 유권자의 46%만이 투표에 참가하면서 2012년 대선의 52%보다 적은 수치를 띠었다.
2015년 12월에 새로운 총선이 열렸으며, 시시 대통령의 인사들이 압도적으로 많이 의회에 입성하면서 시시 대통령에게 훈풍을 불었다. 2016년에 이집트는 이탈리아 학자인 기울리오레게니의 살해 사건으로 인하여 이탈리아와의 외교 갈등을 빚었다. 2016년 4월에는 마테오 렌치 총리가 이탈리아 대사를 카이로에서부터 귀국시켰으며, 이집트가 조사에 제대로 임하지 않는다고 강력히 비난하였다. 이탈리아 대사는 파올로 젠틸로니 총리에 의하여 2017년이 되어서야 다시 이집트로 돌아갔다.
시시 대통령은 2018년에 재선에 성공하였다. 2019년에 의회에 의하여 헌법 개정안이 통과되었고, 대통령의 권한과 군부의 권한을 늘리는 데에 성공하기도 하였다. 이로 인하여 대통령의 임기가 4년에서 6년으로 늘렸으며, 시시 대통령이 앞으로 2번 더 대통령직을 맡을 수 있도록 하였다. 이 같은 안은 국민투표에서 통과되었다. 이집트는 2020년에 에티오피아 정부가 나일강 상류에 대규모 댐을 세우겠다고 발표하자 강력히 반발하며 외교적 갈등을 빚었다. 이집트는 에티오피아가 댐을 세우면 나일강의 해수면이 낮아지면서 나일강에 깊이 의존하고 있는 이집트의 존립 자체가 위험하다고 생각하고 있기 때문이다.

## 자연 환경

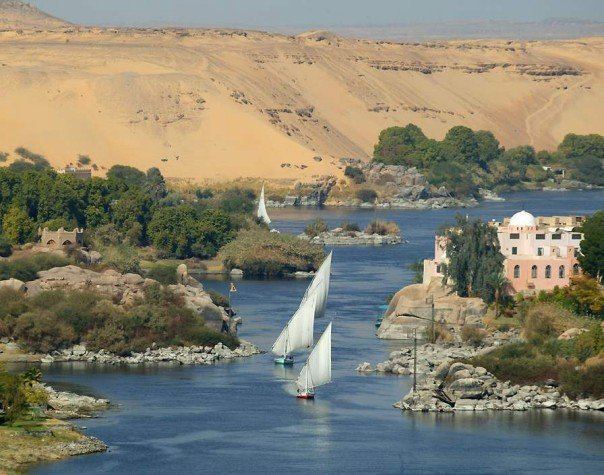
이집트의 나일강

### 지리
지중해와 인근하여 가자 지구를 통하여 팔레스타인과 접하고 있으며, 북동쪽으로는 이스라엘이 있다. 동쪽으로는 아카바만과 홍해가 있으며, 남쪽으로는 수단, 서쪽으로는 리비아가 있다. 아카바 만을 건너서는 요르단이 있으며, 홍해를 사이에 두고 사우디아라비아와 마주보고 있다. 또한 지중해를 건너서는 그리스, 터키, 키프로스 등과 마주하고 있기도 하다.
이집트는 면적이 100만 1450 km2로, 전 세계에서 38번째로 넓은 나라이다. 이는 중앙 아메리카 전역과 비슷한 넓이이며, 스페인의 2배, 영국의 4.1배, 미국 텍사스주와 캘리포니아주를 합한 크기와 비슷하다. 대한민국과 비교하면 10배, 한반도의 4.5배 정도의 크기이다.
그렇지만 이집트의 건조한 기후 때문이 인구는 좁은 나일강 계곡과 삼각주에 집중되어 있다. 인구의 약 99%가 국토 면적의 5.5%에 집중되어 있다.
이집트는 서쪽에는 리비아, 남쪽에는 수단, 동쪽에는 가자 지구와 이스라엘과 접하고 있다. 이집트는 아프리카와 아시아 두 대륙 사이에 있어 지정학적으로 중요한 위치를 점하고 있다. 아시아와 아프리카 사이에는 수에즈 지협이 있으며, 이곳 수에즈 운하를 통해 홍해를 사이로 지중해와 인도양을 연결한다.
나일강 유역 외에 이집트 국토 경관의 대부분은 사막이다. 바람 때문에 높이 30m가 넘는 사구가 형성되기도 한다. 이집트는 사하라 사막과 리비아 사막의 일부에 속한다. 고대 이집트 시대에 이들 사막은 "붉은 땅"으로 불렸으며, 서쪽의 위협에서 파라오의 고대 왕국을 보호하는 역할을 했다.
최저 해면하 134m의 카타라 저지와 거기에서 칼가를 통과하여 아스완에까지 이르는 대상 저지를 제하면 국토의 대부분이 표고 200m 이상의 대지 또는 산지이다. 시나이반도에서 홍해 연안에 이르는 산지는 아프리카 지구대(地溝帶)에 연해 있다. 북서부에는 리비아 고원, 남서부에는 케빌 고원이 있다.
이집트의 도시로는 고대부터 대도시였던 알렉산드리아, 아스완, 아시우트, 수도 카이로, 엘 마할라, 엘 쿠브라, 쿠푸의 피라미드가 있는 기자, 후르가다, 룩소르, 콤 옴보, 포트 사파가, 포트 사이드, 샴 엘 셰이크, 운하가 있는 수에즈, 자가지그, 알 미냐가 있다. 오아시스로는 바하리야, 엘 다클라, 파라프라, 엘 카르가, 시와가 있다. 보호 지역으로는 라스 모하메드 국립공원, 자라니크 보호구역, 시와가 있다.

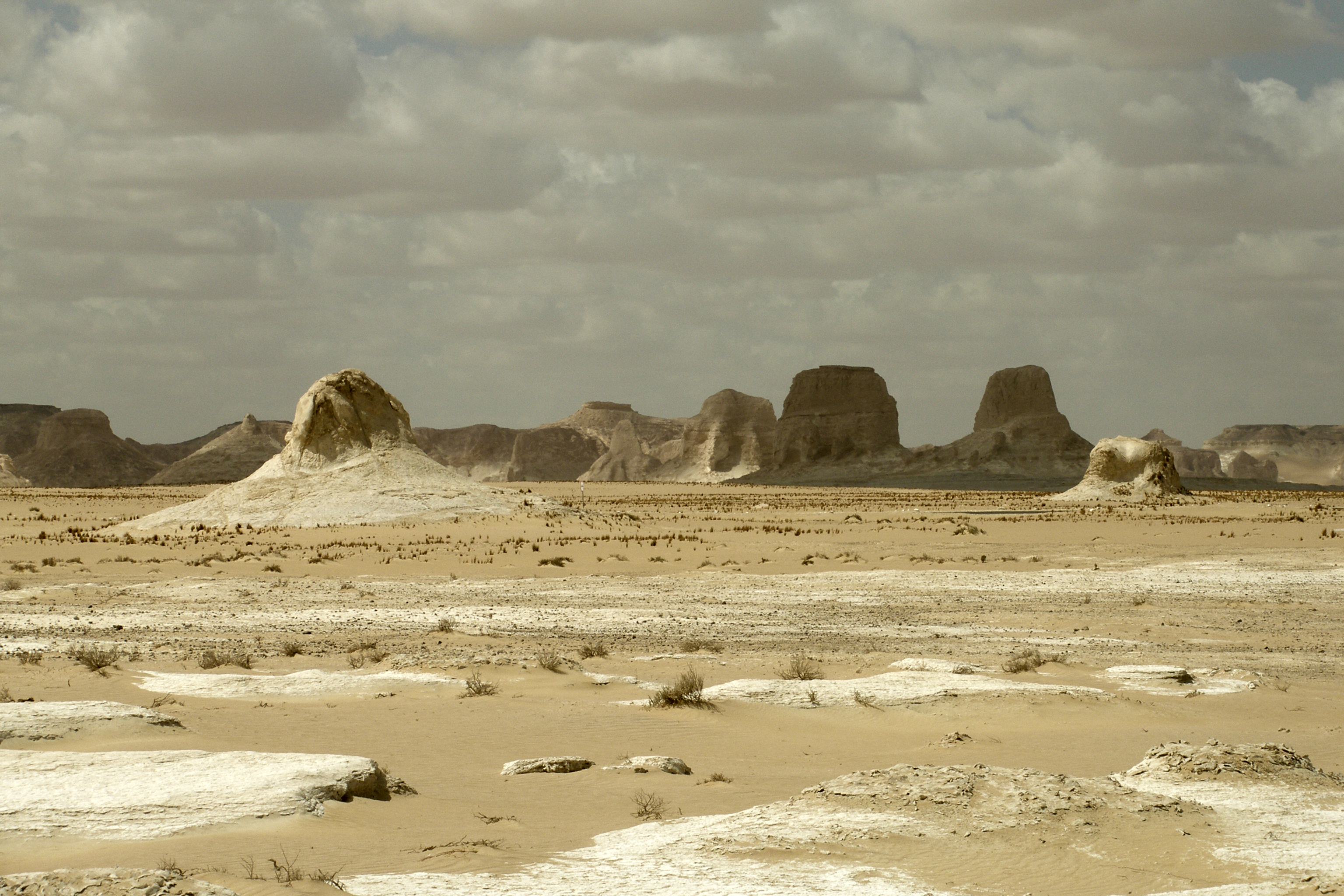
하얀 사막, 파라프라

### 기후
이집트는 겨울 외에는 비가 잘 내리지 않는다. 카이로 남쪽에 평균 강우량은 연중 약 2~5mm에 불과하며, 몇 년마다 가끔 내리는 정도이다. 북부의 가느다른 해안 지역은 강수량이 410mm까지 이르기도 하며, 10월과 3월 사이에 집중되어 있다. 시나이의 산지와 다미에타, 발팀, 시디 바래니 등 북부의 일부 해안 도시에는 눈이 내리며, 알렉산드리아에서도 드물게나마 내리기도 한다. 서리는 시나이 중부나 중부 이집트에서 볼 수 있다.
평균 기온은 여름에는 27 °C에서 32 °C 사이이며, 홍해 해안에는 43 °C까지 올라가기도 한다. 겨울 평균 기온은 13 °C에서 21 °C 사이이다. 북서풍은 지중해 해안 인근의 기온을 낮추는데 기여한다. 카마신(Khamasin)은 봄에 이집트 남쪽에서 불어오는 바람으로, 황사를 몰고 와 사막 기온이 38 °C를 넘기도 한다.
해마다 나일강에 일정한 홍수가 일어나, 이집트의 토양을 다시 비옥하게 만들어준다. 덕분에 이집트는 연중 내내 수확을 할 수 있는데, 이것을 "나일강의 선물"이라고 하기도 한다.
지구 온난화로 해수면이 상승하면서 인구가 밀집한 이집트의 해안 지대를 위협하고 있으며, 이집트 경제, 농업, 산업에 중대한 결과를 몰고 올지도 모른다. 기후 전문가에 따르면 인구 증가 압력과 더불어 해수면 상승으로 금세기 말에 수백만 명의 이집트인이 환경 난민으로 전락할 위험이 있다고 한다.

## 정치
이집트는 단원제를 채택하고 있는 대통령제 국가이다. 국회의원의 임기는 5년이며, 오직 입법권만 가지고 있다. 모하메드 모르시 대통령과 그의 지지기반이었던 이슬람 근본주의 세력인 무슬림 형제단에 대한 국민적 반감이 심해지자, 2013년 7월 3일에 압둘파타흐 시시 장군이 모르시 대통령을 쫓아내고 헌법의 효력을 중지할 것을 공포하였다. 50인으로 구성된 헌법위원회가 구성되었고, 국민투표를 거쳐 2014년 1월 18일에 채택되었다.
2013년에 프리덤 하우스는 이집트의 정치적 권리에 5점을 매겼고(7점이 가장 낮은 수치이며 1점이 가장 높은 수치이다.), 인권에 5점을 주었으며 전체적으로는 ‘부분적인 자유’라고 평가하였다. 이집트는 타 아랍 국가들보다 훨씬 이른 시기에 민족주의가 태동한 국가로, 19세기부터 민족주의 세력이 발전하기 시작하여 지식인들과 활동가들을 중심으로 20세기 초부터 반식민주의, 민족주의, 범아랍주의를 표방하며 활발히 활동하였다. 민족주의 세력 외에도 무슬림 형제단 같은 이슬람 근본주의 세력들도 하류층을 중심으로 상당히 세를 떨치고 있다.
이집트는 아랍 세계에서 가장 오래된 의회 제도를 가지고 있는 국가로, 첫 집회가 1866년에 열렸으나 1882년에 영국의 개입으로 폐지되었다. 영국은 식민통치기간 동안 오직 조언위원회, 즉 일종의 명목상의 의회만 허락하였으나, 이집트가 독립한 이후에는 입헌군주정을 골조로 한 의회제도가 다시 도입되었다.
1981년 이래, 호스니 무바라크의 가장 유력한 후계 후보로서, 그의 둘째 아들인 가말 무바라크의 이름이 거론되었다. 가말은 대통령 여당인 국민민주당(NDP) 부간사장 겸 정책위원장을 맡고 있다. 장애 요소는 "대통령의 세습"이라는 세론의 반발이 여전히 거세다는 것이다.
2011년 1월 25일부터 2월 11일까지 진행된 이집트 혁명으로 30년간 집권해온 호스니 무바라크가 군부에 권력을 이양하고 대통령직에서 물러났으나, 이슬람 근본주의 정치 세력의 발호에 따른 정치 혼란과 잦은 유혈 사태로 2013년 7월 3일 압둘팟타흐 시시(압델 파타 엘시시) 국방장관 주도의 군부 쿠데타가 일어나 무함마드 모르시 대통령이 축출되었다. 이후 쿠데타를 주도한 압둘팟타흐 시시가 2014년 6월 8일 대통령에 취임하였다.

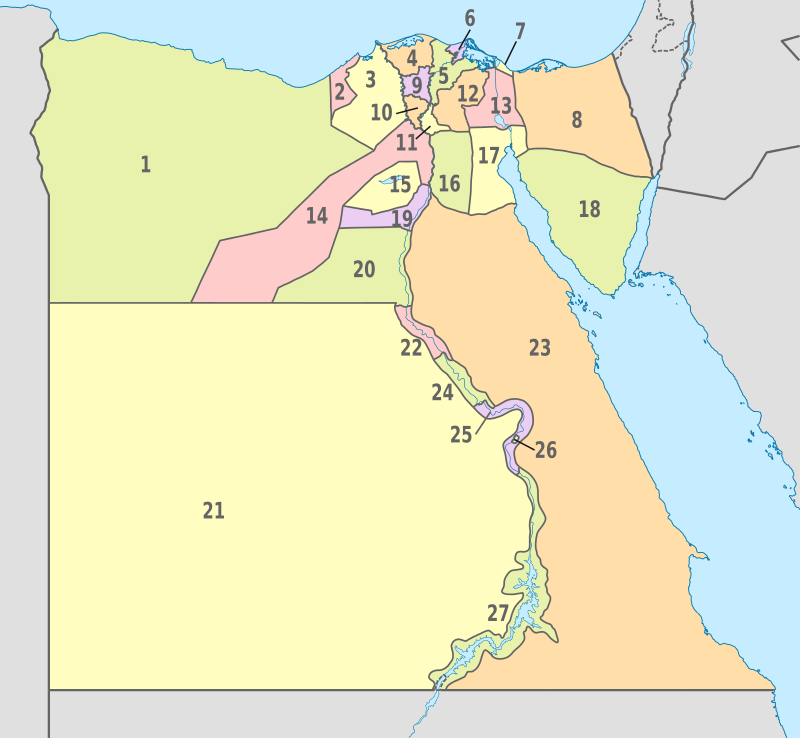
이집트의 행정구역

## 행정 구역
이집트는 27개의 주로 나누어져 있으며, 주들은 또다시 읍, 면과 같은 하위 행정구역들로 나뉜다. 각 주들은 각각의 주도를 따로 가지고 있으며, 알렉산드리아 주처럼 주도와 주의 이름이 같은 구역들도 있다.
1차 행정구역은 알렉산드리아, 아스완, 룩소르, 아시우트, 부하이라, 베니수에프, 카이로(주), 다미에타, 케나, 다칼리아, 파이윰, 미니아, 무누피아, 알와디알자디드, 포트사이드, 자누브시나, 칼리우비아, 홍해(분쟁구역 미포함), 샤르키아, 소하그, 샤말시나,  수에즈로 이루어져 있다.
이집트 인구의 대부분이 알렉산드리아, 카이로를 비롯한 나일강 삼각주 인근에 몰려 있다.

## 외교
군부가 이집트의 실권을 잡고 있어 상당수의 자원들을 독점하고 정부 예산도 최우선적으로 지원받고 있는 만큼, 이집트의 군대는 정치적, 실적으로도 매우 강력하며 이집트의 정부보다도 권한이 강하다는 평가를 듣고 있다.
이스라엘 전 외교위원인 유발 슈테이니츠에 의하면, 이집트 공군은 거의 이스라엘 공군과 맞먹는 수의 현대 전투기를 보유하고 있으며 탱크, 대공포, 전함 등은 이스라엘 군대보다 훨씬 더 많은 규모라고 한다. 이집트는 정찰위성인 이집트삿 1호를 보유하면서 중동과 북아프리카에서 몇 되지 않는 정찰위성 보유국이며, 2014년 4월에는 이집트삿 2호를 쏘아올리면서 이스라엘에게 위협적인 정찰 행보를 보이기도 있다.
미국은 정기적으로 이집트에게 군사 원조를 보내고 있으며, 2015년 기준으로 무려 13억 달러나 원조해주었다. 1989년에 이집트는 나토에 가입하지 않은 국가들 중에서 미국의 주요 동맹국들 중 하나였던 이래 미국과 원만한 관계를 유지해왔으나, 2013년에 군부가 쿠데타를 일으켜 무르시 대통령을 몰아낸 이래 오바마 행정부가 군부의 무슬림 형제단 탄압을 비판하고 무기 판매를 일시 중단하면서 관계가 약간 소원해져 왔다. 그러나 최근 들어서는 공공의 적인 테러리즘에 맞서기 위하여 다시 미국과 이집트 간의 협력이 증대되고 있으며, 특히 공화당계의 도널드 트럼프 대통령이 취임하면서 더더욱 관계가 호전되고 있다. 시시 대통령과 트럼프 대통령은 2016년 9월에 UN 총회에서 회담을 가진 바 있으며, 트럼프 대통령이 여행금지조치를 내린 아랍국가들의 명단 중에서 이집트가 없다는 점도 미국과 이집트 간의 관계가 호전되고 있다는 사실을 보여준다. 다만 미국 상하원에서는 트럼프 대통령이 인권을 무시하고 군부에게 힘을 실어주고 있다는 우려를 나타내기도 했다. 2017년 4월 3일에 시시 대통령은 백악관에서 트럼프 대통령을 만났으며, 8년 만에 워싱턴 D.C를 찾은 이집트 대통령이라는 명예를 안았다. 트럼프 대통령은 시시 대통령에게 경제 협력, 투자 등의 주제로 이야기를 하였으며, 미국과 이집트 간의 외교 정상화 방안을 논의하였다.
이집트 군부는 아예 독자적인 무기 공장을 따로 소유하고 있으며, 전세계에서 따로 무기들을 수입하고 있다. 특히 이전에 소련이 붕괴할 때에 대규모로 들여온 무기들을 점차 미국제 현대 무기로 대체하고 있으며, 그 외에도 프랑스, 영국제 무기들을 대거 사들이고 있다. 가장 대표적인 것이 M1 에이브럼스 탱크로, 이는 이집트 내의 공장에서 생산하기도 한다. 또한 모르시 대통령이 쫓겨난 이후, 이집트와 러시아 관계도 굉장히 호전되었는데, 이후 러시아와의 군사적, 경제적 협력이 강화되기도 하였다. 그 외에도 중국과의 관계도 완화되었으며, 2014년에 이집트와 중국은 ‘포괄적전략적동반자’ 협정을 맺기도 하였다. 그러나 완전히 좋은 것만은 아니어서, 2019년 7월에 이집트 대사를 포함한 37개국의 대사들이 UN에게 중국의 위구르 탄압을 중지하게 할 것을 촉구하는 서한을 보낸 적도 있다.
아랍 연맹의 본부가 카이로에 위치하고 있으며, 연맹의 사무총장은 전통적으로 항상 이집트인이었다. 현재는 전 이집트 외무장관인 아흐메드 아볼 게이트가 맡고 있다. 아랍 연맹은 한때 이집트와 이스라엘 간의 평화 조약을 비판하는 의미에서 1978년에 본부를 이집트에서부터 튀니지로 옮겼으나, 1989년에 다시 카이로로 돌아왔다. 또한 아랍에미리트, 사우디아라비아 등 여러 아랍 왕국들은 모르시 대통령이 쫓겨난 이후 이집트에게 경제적 원조를 제공했다.
1973년의 전쟁과 이후의 평화 조약으로 인하여 이집트는 아랍 국가들 중 처음으로 이스라엘과 국교를 수립한 국가였다. 다만 여전히 대부분의 이집트인들은 이스라엘에게 매우 적대적이다. 이집트는 중동에서의 중재자로 활동한 적이 매우 많은데, 가장 대표적인 것이 이스라엘과 팔레스타인 간의 갈등이다. 이집트는 가자 지구의 팔레스타인인들을 상대로 지원을 하고 있으며, 이스라엘과 하마스 정부와의 중재를 담당하고 있었다. 다만 최근에는 터키나 카타르가 이 역할을 대신 하고 있기도 하다. 이집트와 이란, 터키와 같은 비아랍 계열의 중동국가들 간의 관계는 종종 악화되는 경우가 잦다. 특히 이란과 충돌이 잦은데, 이집트와 이스라엘 간의 평화 조약과 걸프 만에 있는 이집트의 동맹국들과 이란의 충돌이 격화될 때가 많기 때문이다. 터키도 또한 최근들어 이집트에서 금지되어 있는 무슬림 형제단을 지원하고 있으며, 리비아에서도 일부 지원 움직임이 보이자 이집트와의 관계가 악화되고 있다. 이집트는 비동맹 운동과 UN의 창립국이며, 프랑코포니의 회원국이다. 또한 전 총리였던 보트로스 보트로스 갈리는 1991년부터 1996년까지 유엔 사무총장직을 맡기도 했다. 2008년에 이집트는 200만 명이 넘는 아프리카 난민들을 받아들였으며, 특히 2만 명에 달하는 수단 난민들을 받아들였다. 이집트는 이들을 상대로 더 국경 검사를 엄격히 할 것이라고 밝혔다.
대한민국과는 1961년 영사급 관계를 수립하였다가 1995년 대사급 관계로 격상되었다. 북한과는 1963년 수교하였다. 이집트와 이란은 1939년 양국에 대사관을 설치하였다. 1979년 이란 혁명이 일어나 축출된 팔라비 왕조에 이집트는 도피처를 제공하였다. 또한 1979년 이집트가 이스라엘을 국가로 인정하는 평화조약에 서명하자 이란은 이집트와 단교를 선언하였다. 이후 이란은 시아파 무슬림 국가의 종주국으로 서방과 대립각을 세웠고, 수니파 무슬림이 많은 이집트는 미국의 지원을 받으며 친서방 노선을 걸었다. 이집트는 2012년 9월 3일에 친이스라엘성향의 대사를 임명했다. 이집트에서 반미시위가 일어났지만 미국은 경제원조하겠다고 밝혔다. 러시아와는 40년만에 고위군사회담을 가지게 되면서 관계가 풀리고 있다. 또한 이탈리아의 경우 2016년 당시 유학생이 억류되다가 숨진 사건이 있어 외교 관계가 인도에 버금가는 수준인 상태로 악화되기도 하였던 것으로 드러나고 있다.

## 인권
이집트의 가장 대표적인 인권단체는 ‘이집트 인권기구’로, 1985년 4월에 창립되어 카이로에 본부를 두고 있는 이집트에서 가장 오래된 인권단체이다. 2003년에 이집트 정부는 인권위원회를 따로 만들어 인권 문제를 전담하도록 하였으나, 얼마 지나지 않아 현지 인권활동가들에게서부터 그저 정부의 프로파간다 선전용이며 이집트의 심각한 인권 상황을 가리기 위한 눈속임일 뿐이라고 강한 비판에 직면했다. 게다가 이집트 정부의 언론 탄압을 정당화하고 옹호하는 등 지나치게 친정부적인 성향을 보여주는 일이 잦아 국민들의 비난을 사고 있다고 전했다.
퓨 포럼은 이집트를 세계에서 5번째로 종교적 자유를 보장받지 못하는 국가라고 판단했다. 미국 정부가 실시한 조사 자료에 의하면 이집트는 ‘감시가 지속적으로 필요하며 종교적 자유가 폭력 등에 의하여 탄압받고 있는’ 국가라고 하며, 정부가 주도하여 종교적 자유가 억압되고 있는 상황이라고 전했다. 2010년 퓨 조사에 의하면 이집트인들의 84%가 이슬람교에서부터 다른 종교로 개종한 사람들을 사형에 처하는 것을 찬성하기도 했으며, 77%의 국민들이 도둑질이나 절도죄에 손목을 자르는 것에 찬성하였고, 간통을 저지른 자들을 돌로 쳐 죽이는 것에 82%의 국민들이 찬성했다.
무슬림들이 사회 주류를 차지하고 있는 이집트에서는 콥트교회의 기독교 신자들이 정부 차원에서 여러 차별을 받는다. 이들은 정부 고위직을 차지할 수도 없고, 성당이나 교회들을 짓거나 보수할 때에도 정부의 허가를 받아야만 한다. 이같은 차별은 수니파가 아닌 타 이슬람 종파들에게도 예외가 아니어서, 수피교, 시아파 이슬람교 등에게도 차별을 지속하고 있다. 이집트 정부 측에서는 2008년 초가 되어서야 주민등록증에 공식적으로 종교를 기재하지 않아도 좋다고 발표하였다.
이집트에서는 현재까지도 이전의 무르시 대통령과 무슬림 형제단을 지지하는 사람들과 경찰들 간의 충돌이 계속 이어지고 있다. 특히 2013년 8월에는 595명이 사망하며 현대 이집트 역사에서 하루 동안 가장 많은 인명피해를 낸 날이라는 불명예를 안기도 했다. 이집트는 여전히 사형제를 활발히 집행하고 있으며, 이집트 정부는 사형수들을 석방하거나 감형해주는 경우도 없다. UN 인권위원회와 여러 NGO들은 이집트 법원이 2014년 3월 25일 하루 만에 529명에게 사형을 선고하자 ‘매우 우려’한다는 뜻을 나타내기도 했다. 2013년의 쿠데타 이후 권력을 장악한 군부 측에서는 무슬림 형제단을 테러리스트 단체로 지정하는 등 이전의 권력층이었던 무르시 전 대통령과 그 지지기반들을 극도로 탄압하고 있으며, 이코토미스트에 의하면 2014년 5월까지 최소 16,000여 명에 달하는 사람들이 무르시 대통령이 쫓겨난 이후 감옥에 투옥되었다고 전했다. 인권 단체의 보고에 의하면 최소 6만 명의 정치범들이 이집트에 갇혀 있다고 전했다.
무르시 대통령이 군부에 의하여 축출된 직후, 사법부는 완전히 군부의 손아귀에 떨어졌고 무슬림 형제단 탄압에 오히려 더 열성적으로 나섰다. 이로 인하여 이집트의 사형 선고범의 수가 급속도로 높아졌고, 이 때문에 버락 오바마 대통령과 반기문 유엔 사무총장이 비난하기까지 하였다. 이집트에서는 동성애가 불법이며, 퓨 리서치 센터에 의하면 2013년의 조사에서 95%의 이집트인들이 동성애를 사회적으로 받아들일 수 없다고 밝혔다. 2017년 기준으로 카이로는 1천만 명이 넘는 대도시들 중 가장 여성에게 위험한 도시로 꼽혔다.

## 경제
이집트 경제는 크게 농업, 언론업, 원유업, 천연가스 생산, 관광업 등에 치중되어 있다. 그 외에도 리비아, 사우디아라비아, 유럽 등에서 최소 300만 명에 달하는 이집트인들이 해외에서 일하고 있다. 1970년에 아스완 댐이 완공되고 이로 인하여 나일강 주변의 환경이 급변하면서 주변의 경작지와 거주지들이 대거 파괴되었고, 이집트의 경제 상황은 악화되었다. 게다가 인구의 급속 증가, 국토의 면적에 비하여 지나치게 작은 농경가능면적, 나일강에 대한 지나친 의존도 등으로 인하여 이집트의 경제 상황은 80년대와 90년대 내내 악화되고 있었으며, 정부가 증세 정책을 펴나가며 더욱 안좋아지고 말았다.
이집트 정부는 경제난을 타개하기 위하여 인프라업과 통신업에 막대한 돈을 붓고 있다. 1979년부터 미국으로부터 원조를 받아왔으며, 이라크 전쟁 이래 3번째로 거대한 원조 공여국이었다. 이집트의 외화 수입은 상당수가 관광업이나 해외에서 일하고 있는 이집트인들, 그리고 수에즈 운하 통행료에서 걷어들이고 있다. 이집트는 에너지업에 막대한 투자를 하고 있으며, 특히 석탄, 원유, 천연가스, 수소 에너지 등에 심혈을 기울이고 있다. 이집트에는 다양한 에너지 자원들이 묻혀 있는데, 시나이반도 북동부에는 최소 60만 톤에 달하는 석탄이 매년 채굴되고 있으며 서부의 사막 지대에서는 석유와 천연가스가 생산된다. 이집트는 2,180 세제곱킬로미터에 이를 정도로 엄청난 양의 천연가스를 보유하고 있으며, 수많은 국가들에게 이를 수출하고 있다. 한편 2013년에는 이집트 국영석유기업 측에서 천연가스 수출을 줄이고 국내 수요 안정화를 위하여 내수용 가스 생산을 늘리겠다고 밝혔다. 다만 워낙 수요가 많은 석유의 경우에는 자국의 생산량으로 충당하지 못하고 카타르 등 중동에서 막대한 양을 수입하고 있다.
현재 이집트의 경제 상황은 조금씩 나아지고는 있다. 정부는 세수를 증가시키기 위하여 자유주의적 경제 정책을 조금씩이나마 도입하고 있으며, 관광업을 장려하고 있으며 주식거래소를 대거 개장하는 등 경제 자유화에 열의를 보이고 있다. IMF의 연례 보고서에서는 이집트를 세계에서 가장 빠른 속도로 경제 개혁이 이루어지고 있는 국가들 중 하나로 꼽기도 했다. 2003년 이래 정부 주도의 개혁 중에서는 관세를 대규모로 폐지한 것, 기업세를 40%에서 현행의 20%로 획기적으로 내린 것 등이 있었는데, 이에 힘입어 2006년부터는 이집트의 세입이 순증가세를 보였다.

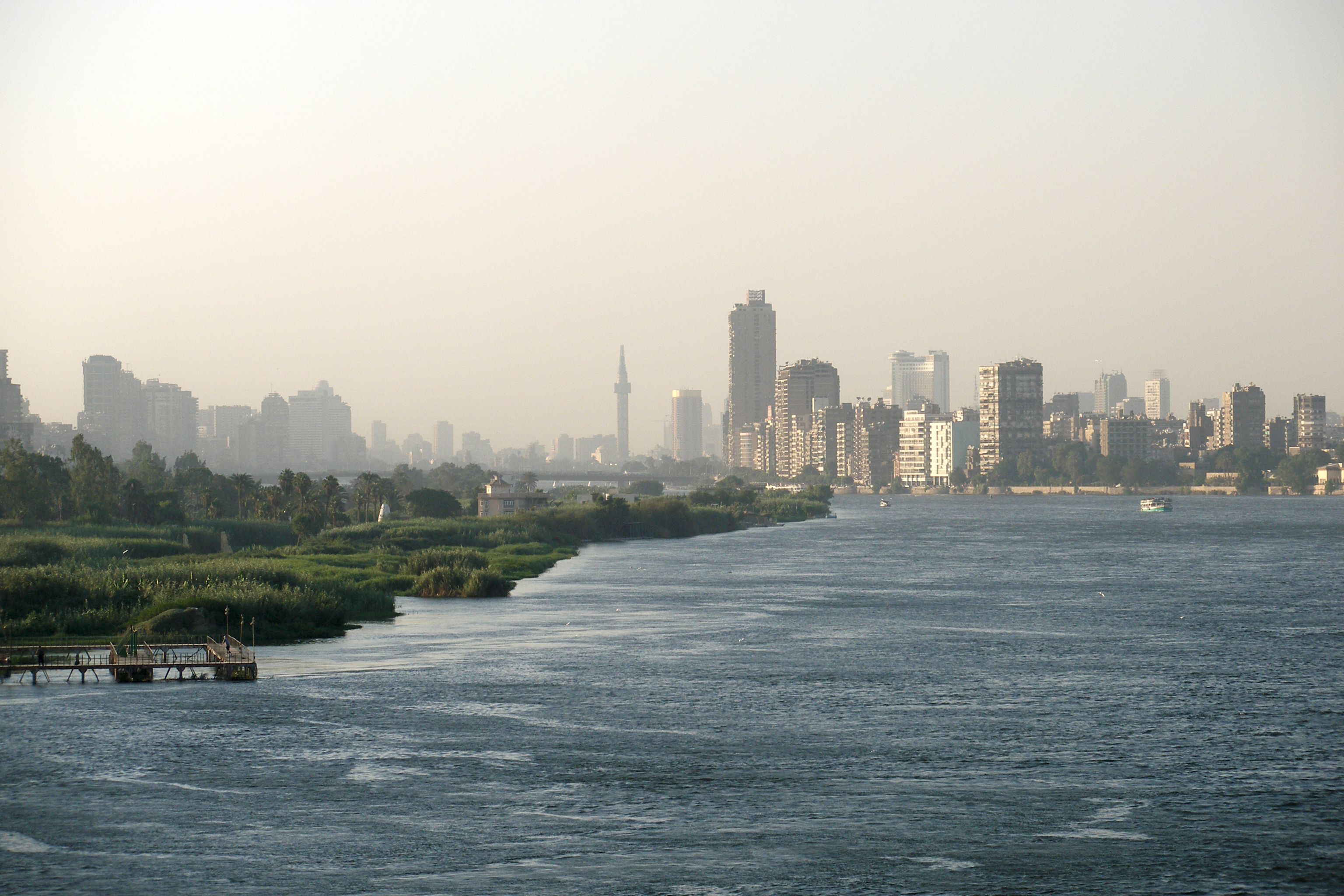
카이로의 전경

이집트에 대한 외국인직접투자는 호스니 무바라크 대통령의 퇴진 전부터 점차 늘어나기 시작하였으며, 2006년에는 투자부장관이 여러 경제 자유화 조치와 사유화 조치를 시행하며 60억 달러가 넘어가기도 했다. 그러나 무바라크 대통령이 실각하며 정계가 극히 혼란스러워지자, 외국인직접투자와 관광수입이 급격히 줄었으며 그 양이 무려 60%나 될 정도였고 이집트 파운드의 가치도 급속도로 하락하였다.
현재 이집트의 최대 경제 문제는 심각한 빈부 격차 문제이다. 현재 이집트의 물가는 일반 국민들이 감당하기 버거울 정도로 고공세를 유지하고 있는 반면, 1인당 수입과 PPP는 여전히 정체 상태인 것도 고질적인 문제이다. 또한 지나치게 심각한 관료들의 부정부패도 이집트의 경제성장을 저해하는 종양들 가운데 하나로 꼽힌다. 2013년의 부패인식지수에서 이집트는 177개국들 가운데 114위로 매우 낮은 수치를 기록했다. 이집트의 가장 대표적인 다국적 기업은 오라스콤 그룹과 라야 통신사업이다. 특히 지난 몇 년간 IT 산업이 급격히 발전하였는데, 수많은 스타트업 기업들이 마이크로소프트와 오라클 등의 기업들과 합작하면서 북아프리카와 유럽에 서비스를 제공하면서 급격한 성공을 이룩한 것이다. 그 외에도 정부의 지원을 받아 IT 분야가 빠르게 성장하고 있다.
현재 이집트의 사회는 매우 빈부 격차가 심한 상황으로, 이집트 전체 인구의 35%에서 40%가 매일 2달러가 안되는 수입으로 연명하고 있으며 전체 인구의 2%에서 3% 정도만이 부유층에 겨우 속한다고 한다.

### 산업
이집트의 주요 산업인 농업은 나일강 계곡과 삼각주 평야 및 몇 군데의 오아시스 주변에서 매우 집약적으로 행해진다. 공업으로는 석유 · 철광석 등이 산출된다.1959년에 국가계획 최고회의가 설치되어 제1차 5개년 계획과 긴급 3개년 계획을 입안하여 공업화와 개발에 의한 국민 소득의 증대를 도모했으나 중동 전쟁 같은 사건으로 차질이 생겼다. 1992년 ~ 1993년에는 규제완화, 토지개혁, 농산물 수출추진 등 제3차 5개년 경제사회개발계획에 박차를 가했다.이집트의 농경지는 대체로 나일 하곡·델타·오아시스 등지에 있다. 경지 총면적은 국토의 2.3%에 불과하며, 주민의 49%가 농업에 종사하고 있다. 한 농토에서 연간 2∼3모작으로 각종 작물을 생산한다. 단위 면적당 생산력이 매우 높으며, 경제 작물로는 면화 재배가 중심이고, 식량작물로는 옥수수 · 밀 · 보리 · 쌀 · 콩 · 과실 · 사탕수수 등이 재배되고, 기타 오아시스의 관개농업지대에서 대추야자 · 기름야자 등을 생산한다. 면화는 섬유가 긴 종류가 많고 품질은 최고급이며 가장 중요한 수출품으로서, 총수출의 60%를 차지한다. 그런데 면제품은 가격경쟁에 있어서 타국에 앞지름을 당하고 있다. 토지개혁의 결과 대지주의 수는 줄었으나 경지 5페단 미만의 영세농민이 전농민의 대부분을 차지하고 있어 정부는 이들의 협동화를 추진시키고 있다.
인구의 높은 증가율로 인한 식량 부족 현상은 더욱 심각하여, 농지 조성에 많은 노력이 기울여지고 있다. 구체적으로는 심층지하수를 끌어올려 사막을 관개(灌漑)하는 방식과 유수(流水)의 고도이용에 의한 토지개간 방식이 취해지고 있다. 이집트의 공업은 혁명 전에도 섬유공업, 식품공업 등이 있었으나 혁명 후에는 공업화 정책으로 철강, 정유, 기계, 자동차조립, 화학, 건재, 제지 등의 공업이 새로 일어났다.이집트 경제를 지탱하고 있는 석유자원은 시나이반도를 중심으로 한 국내 유전지대에서 생산되고 있다. 대부분은 국영정유공장에서 정제되는데 수에즈항을 중심으로 정유공업이 발달했다. 지금도 새로운 석유자원의 탐사가 진행되고 있다.석유 외에 철강·인광·망간 등의 지하자원이 있다. 공업화 추진의 원동력이 되는 전력 생산은 아스완 댐과 아스완 하이댐의 건설에 따라 크게 증가하였다. 북부의 카타라 저지(低地)에서는 지중해의 물을 끌어들여 낙차에 의한 대규모 발전이 계획되고 있다.

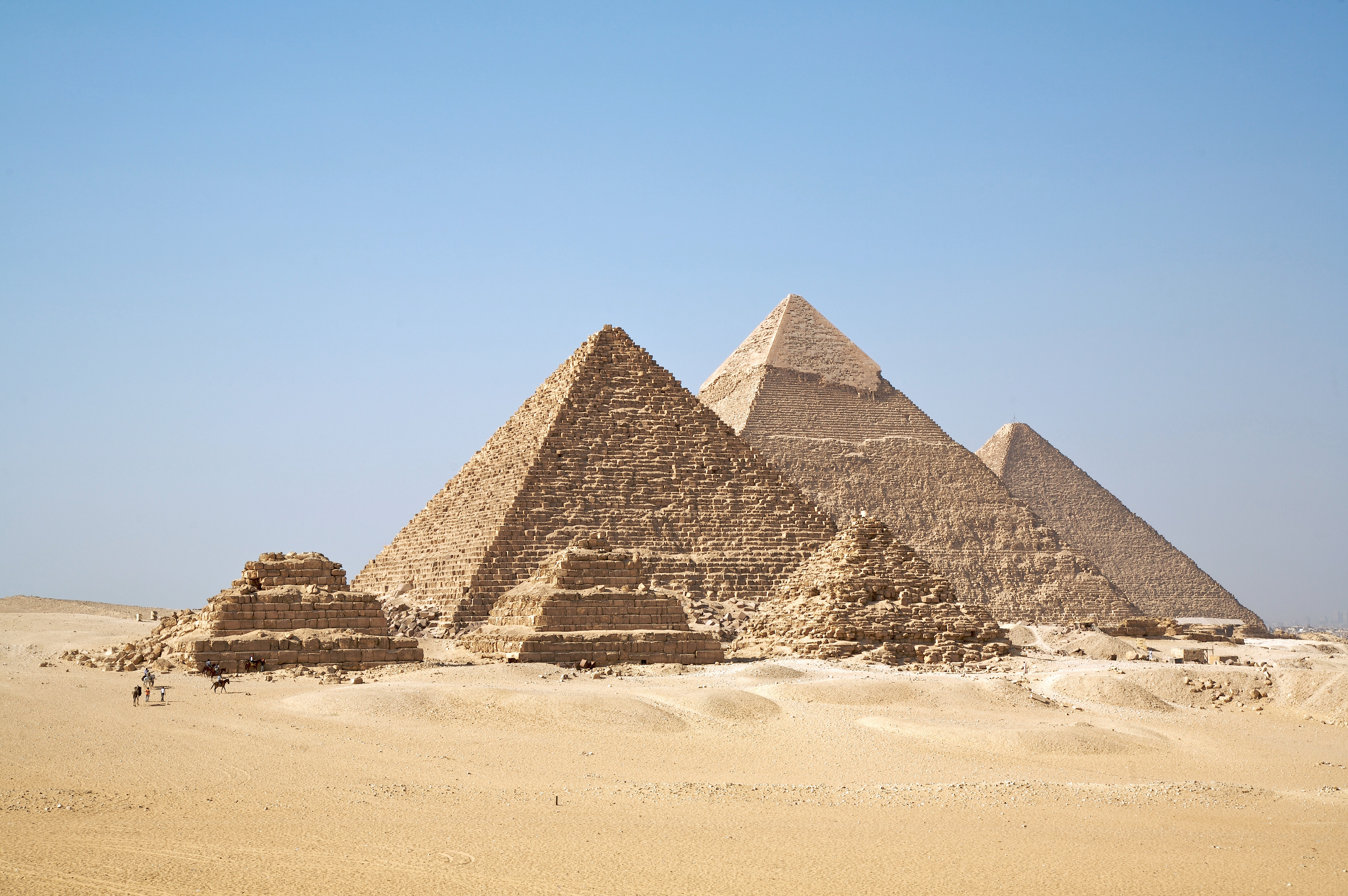
기자의 피라미드

### 관광업
이집트에서 가장 중요한 산업들 중 하나가 바로 관광업이다. 2008년 기준으로 1,280만 명의 관광객들이 이집트를 방문하였고, 무려 110억 달러에 달하는 외화를 이집트에 풀어놓고 갔다. 이집트 전체 인구의 12% 가량이 관광업에 종사하고 있다. 이집트의 히샴 자아주 관광부 장관은 기자들에게 2012년 기준으로 관광 사업이 94억 달러의 부가 수입을 내었고, 2011년의 90억 달러에 비하여 약간 증가했다고 밝히기도 했다.
이집트에서 가장 유명한 관광명소는 기자의 피라미드들로, 고대 7대 불가사의들 중 유일하게 현존해있는 건축물이기도 하다. 이집트는 약 3,000여 킬로미터에 달하는 지중해에 접한 해안선이 있는데, 이도 유명한 관광지이다. 아카바 만, 룩소르, 라스 시디르, 다하브, 마르사 알람, 엘 세이크 등이 유명하다.

### 교통
소규모(小規模)의 것을 제외하고 교통기관은 전부 국영이다. 자동차교통의 발달에 따라 도로도 정비되고 있으며 철도는 1859년에 카이로∼알렉산드리아 철도를 효시로, 카이로를 중심으로 해서 발달해 왔다. 총연장은 광궤(廣軌) 7,102km, 협궤(狹軌) 1,400km이다. 카이로 공항은 유럽, 아시아, 아프리카의 십자로에 위치해 있기 때문에 국제항공의 요충이 되고 있다. 국도의 총연장은 2만 6,000km이며, 나일강은 수단에 이르는 내륙수로 교통로로서 농산물과 광산물의 수송을 주로 한다. 보행자들을 위한 육교나 지하보도, 횡단보도 등이 거의 없는 이집트에서는 해마다 교통 사고로 숨진 사람이 8,000명에 이르고 있다. 차량들의 정비 불량과 난폭 운전, 낙후된 교통 기간 시설이 사고의 주범이다.
현재 이집트의 플래그 캐리어이자 가장 거대한 항공사인 이집트에어는 1932년 이집트 사업가인 탈라트 하브에 의하여 세워졌으며, 현재는 정부가 소유한 국영 항공사이다. 허브공항은 카이로 국제공항이며, 중동, 유럽, 아프리카, 아시아, 아메리카 등 세계 각국의 75개가 넘는 공항들에 노선을 보유하고 있다. 현재 이집트에어는 80여 기의 비행기들을 보유하고 있다고 한다.

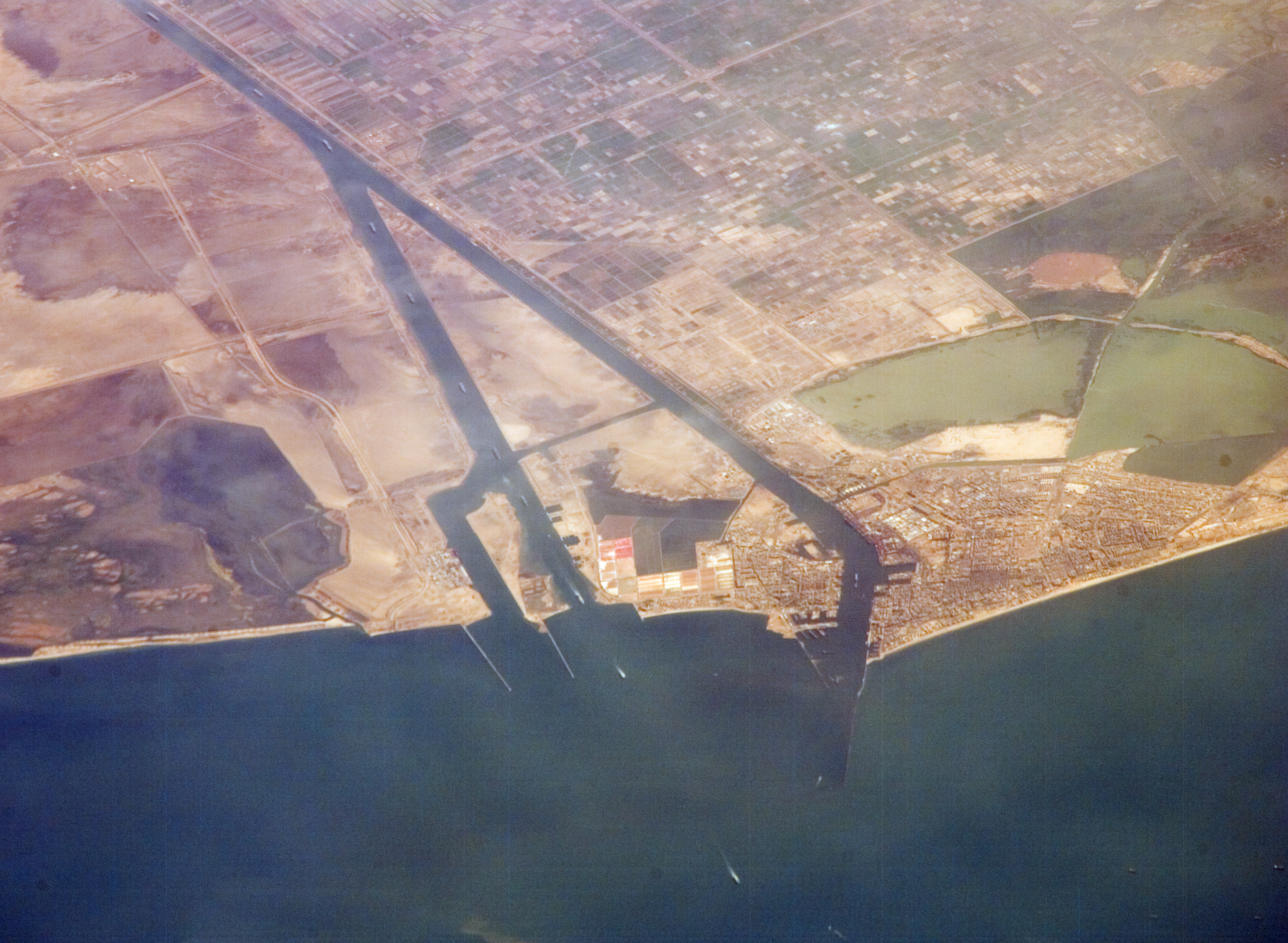
수에즈 운하의 지중해쪽 출입구인 사이드 항구

### 수에즈 운하
수에즈 운하는 지중해와 홍해를 잇는 거대한 인공 운하로, 중동에서 가장 중요한 해상 교역로로 손꼽히며 이집트 최대 수입원들 중 하나이다. 1869년 11월에 10년의 공사 끝에 처음으로 개통되었으며, 이후 선박들이 아프리카를 돌아갈 필요없이 곧바로 유럽과 아시아을 이어준다는 이점을 가지게 되며 세계 최대의 교역로들 중 하나로 떠올랐다.운하의 북쪽 시작점은 사이드 항이며, 남쪽 끝은 타우피크 항구이다. 수에즈 운하의 총 길이는 193.30km이며, 수심은 약 24m 정도 되며 2010년 기준으로 그 너비는 205m나 되는 거대한 규모를 가지고 있다. 북부의 출입용 운하가 22km 정도의 길이이며, 본 운하가 162.25km, 남부의 출입용 운하가 9km 정도 된다. 중간에 막는 댐이나 수문은 존재하지 않으며, 이 덕분에 해수가 자유롭게 드나들 수 있다.
2014년 8월 26일에는 신수에즈 운하에 대한 제안이 나왔으며, 2015년 7월에 기존의 운하를 더더욱 확장하며 드디어 신수에즈 운하가 완공되었다. 2015년 8월 6일에 외국 지도자들과 군부 인사들이 참여하여 완공식을 열기도 했다.
2021년 수에즈 운하에서 초대형 컨테이너선 에버 기븐호가 수에즈 운하에 걸려 운하가 막혀버리는 사건이 일어났다.

## 사회

### 인구

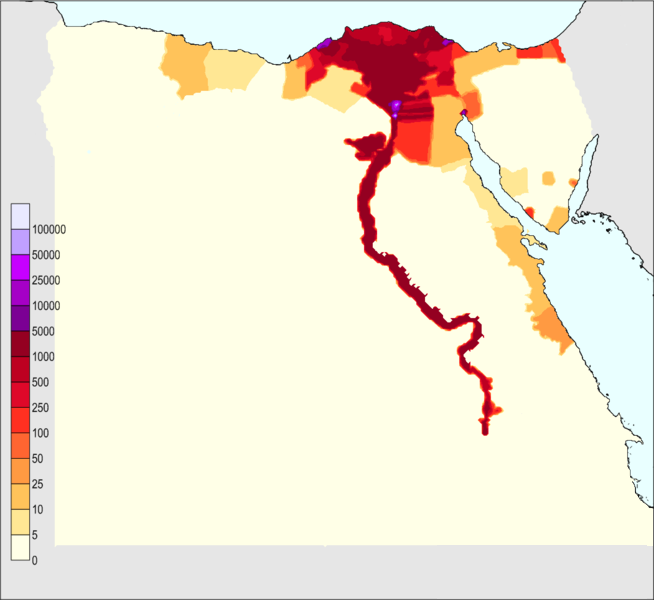
이집트의 인구 분포 지도

이집트는 아랍 세계에서 가장 인구가 많은 국가이며, 아프리카 대륙으로 그 범위를 확장해보았을 때에도 2017년 기준으로 무려 9,500만 명의 인구를 자랑하며 3위의 인구 대국이다. 이집트의 인구는 1970년 이래 의료 기술이 발전하고 농업 생산량이 늘어나면서 급격히 늘어나기 시작해왔는데, 1798년에 나폴레옹이 침략했을 당시의 인구가 300만 명 정도 밖에 되지 않았다는 것을 고려해보면 현재 1억 명에 육박하는 이집트의 인구는 짧은 시간 내에 엄청난 속도로 불어난 셈이다.
이집트는 사막 지대가 많고 인간이 거주할 수 있는 토지가 얼마 되지 않아, 인구가 거의 대부분이 비옥한 나일강 지대, 그중에서도 카이로와 알렉산드리아 등의 대도시에 몰려있으며, 나머지의 인구들도 나일강 삼각주 지역이나 수에즈 운하 근처에서 살고 있다. 이 때문에 이집트의 국민들은 크게 2가지 부류로 구분이 가능한데, 첫 번째 부류는 도시에서 살고 있는 도시민들이며 나머지 한 부류는 ‘펠라힌(fellahin)', 즉 농촌에서 살고 있는 농민들이다. 이집트에서 사람들이 거주하고 있는 지역의 크기는 고작 77,041제곱킬로미터 정도 밖에 되지 않으며, 거의 1제곱킬로미터 당 1,200여 명의 사람들이 살고 있어 세계 최대의 인구 밀집도를 자랑하는 방글라데시와 맞먹을 정도이다.
이집트에서는 나세르 대통령 시대에 이민이 자유롭지 못했고, 이 때문에 수많은 이집트인들이 자유를 제한받고 외국에 나가지도 못하고 발만 굴러야 하는 경우가 많았다. 그러나 1971년에 사다트 대통령 때에 이집트인들의 이민이 허가된 이후, 해외로 탈출하는 사람들의 수는 폭증했고 특히 1973년 석유 파동 때에 그 규모가 정점을 찍었다. 현재에도 이 여파로 약 270만 명의 이집트인들이 해외에서 살고 있으며, 이들 중 70%가 아랍 세계에서 살고 있다. 사우디 아라비아에서 923,600여 명이, 리비아에서 332,600여 명이, 요르단에서 226,850여 명이, 쿠웨이트에서 190,550여 명이 살고 있다고 한다. 나머지 30%의 이집트 해외거주자들은 주로 유럽이나 북아메리카 지방에 거주하고 있다. 아랍 세계가 아닌 타 문화권으로의 이주는 최소한 1950년대부터 시작되었을 것이라 보고 있다.

### 주민

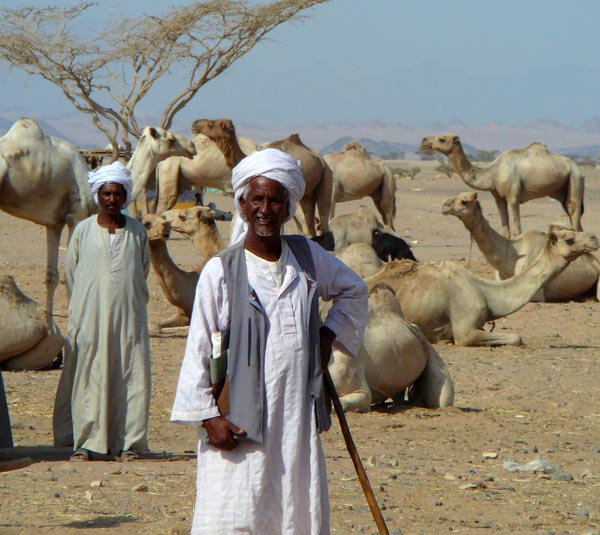
베자족들의 모습

중동에서 제일, 아프리카에서는 3번째로 인구가 많다. 인구 대부분이 나일강 유역에 집중되어 있다. 이집트인들은 이슬람의 전래 이후 아랍화되어 그들의 정체성을 아랍인으로 본다. 이는 아라비아 아랍인들과의 혼혈 및 고대의 이집트인들이 아랍문화에 동화한 결과이다. 그러나 이들은 혈통적으로는 대체적으로 동질적이며 인종적으로 북아프리카와 지중해 동부의 영향이 지배적이다. 기타 소수 민족으로는 아랍계 유목민인 베두인족들과 이집트 남단에 위치한 누비아인과 이집트 서쪽에 위치한 시와인들이 있다.
민족적으로는 이집트인들이 전체 인구의 99.7%로 압도적인 다수를 차지하고 있다. 이들 외에 다른 민족들 중에는 아바자인, 터키인, 그리스인, 베두인족과 기타 아랍 유목 민족 계열들이 있으며, 주로 시나이반도와 동부 사막 지역에 모여 살고 있다. 또한 베르베르어를 사용하는 시위족들이 시와 오아시스에 모여 살고 있으며, 누비아인들이 나일강 주변에 옹기종기 모여 살고 있다. 그 외에도 국가의 동남부 모서리 쪽에 모여 살고 있는 베자족 부족들이 있으며, 나일강 삼각주와 파이윰 지대에 모여 살고 있는 돔 부족들도 있으나 점차 도시화가 진행되면서 이들도 이집트인들에 융합되고 있다.
현재 이집트에는 500만 명 정도의 외국인들이 이주해와 살고 있는데, 대부분이 수단인들로 이들 중에서는 이미 몇 세대동안 이집트에서 살아온 이들도 있다. 이외로 이라크, 에티오피아, 소말리아, 남수단, 에리트레아 등에서 온 국민들도 있다. 유엔난민기구는 무국적자, 난민 등 이집트로 여러 가지 이유로 도피해온 사람들이 대략 25만 명 정도가 있다고 추산했다. 2015년 기준으로 이집트에 거주하고 있는 등록된 시리아계 난민들의 수만 117,000여 명으로, 이 것이 작년에 비하여 감소한 수치였다고 한다. 한편 수단계 난민들의 경우 28,000여 명 정도가 있다.
한때 이집트에서는 그리스계와 유대계 민족들이 상당히 번성하였으나, 지금은 이슬람화가 진행되면서 거의 찾아볼 수 없는 지경에 이르렀다. 현재는 과거에 비하여 소수의 사람들만이 남아있으나, 해외에서 이집트에 남아있는 유대계 유적들을 순례하기 위하여 유대인들이 곧잘 여행을 오고는 한다.

### 언어
절대다수가 아랍어를 사용한다. 이집트 구어체 아랍어는 아랍어의 구어방언 중 가장 영향력 있는 방언으로, 특히 수도 카이로에서 사용되는 방언이 일종의 표준역할을 하고 있다. 이집트 방송의 영향으로 다른 아랍국가에서도 잘 통용되는 편이다. 고대 이집트어의 계통을 잇는 콥트어는 콥트인들의 종교의식에 사용되는 등, 명맥을 유지하고는 있으나, 일상언어로서는 거의 사용되지 않고 있다. 주요 외국어로는 영어와 프랑스어가 있다. 일부 외국인의 경우에는 아르메니아어, 그리스어, 러시아어도 사용된다.
이집트의 공식 언어는 아랍어이다. 주로 이집트계 아랍어가 68% 정도로 가장 널리 사용되고 있으며, 26% 정도의 국민들이 사용하며 주로 나일강 상류 지대에서 사용되는 사이디 아랍어(Sa'idi Arabic), 동부 이집트계 베다위 아랍어, 수단 아랍어, 도마리어, 노빈어, 베자어, 시위어 등이 있다. 또한 그리스어, 아르메니아어, 이탈리아어도 조금씩이나마 사용되고 있으며, 가장 최근으로는 암하라어와 같은 아프리카계 언어들도 이민자들의 영향으로 점차 퍼져나가고 있다.
학교에서 가르치는 가장 대표적인 외국어에는 영어, 프랑스어, 독일어, 이탈리아어 등이 있다. 역사적으로는 이집트어가 사용되었으며, 17세기까지만 하여도 콥트 이집트어가 널리 사용되었다. 그러나 얼마 지나지 않아 아랍의 영향으로 거의 소멸하였으며 19세기 말에 이르자 이집트 남부에서만 근근히 사용되는 지역 방언 정도로 그 위상이 추락하였다. 다만 아직까지도 알렉산드리아 정교회의 공식 제례용 언어로 명맥을 이어나가고는 있다.
이집트는 영국의 식민지 경험이 있지만, 영연방에는 한 번도 가입한 적이 없다. 한편, 나폴레옹의 짧은 점령기간 외에는 프랑스의 식민지인 적은 없지만 프랑스어사용국기구인 프랑코포니의 정회원국이다. 전 유엔 사무총장인 이집트 출신의 외교관 부트로스 부트로스 갈리가 프랑코포니의 사무총장(1997-2001)을 역임한 바 있다.

### 교육
이집트의 문해율은 1996년 통계가 실시된 이래 꾸준히 높아지고 있으며, 문맹율은 1996년의 39.4%에서 2013년에는 25.9%로 상당히 감소하는 성과를 보았다. 2014년 7월 기준으로 성인의 문해율은 대략 73.9% 정도로 추산되고 있다. 문맹율은 60대 이상의 고령층에서 가장 높은데, 60대 이상 고령층들의 문맹률은 거의 64.9%에 달한다. 반면 상대적으로 젊은 층들의 문맹률은 굉장히 낮은 편이어서, 15세와 24세 사이의 청년들의 문맹률은 8.6% 밖에 되지 않는다.
유럽식 교육제도는 19세기 오스만 제국이 처음으로 이집트에 도입하였으며, 주로 정부 관료들과 군 장교들을 양성하려는 목적이었다. 그러나 영국의 이집트 식민통치기 동안 영국이 이집트인들의 교육에 전혀 신경을 쓰지 않으며 이집트인들의 교육 수준은 날로 질이 떨어져만 갔고, 심지어 이전에는 무료로 받을 수 있었던 공립교육 일부마저 모두 영리나 돈을 내고 들어야만 했다. 독립이 이루어진 이후, 1950년대에 나세르 대통령은 모든 이집트인들을 대상으로 한 무료 공립교육을 단계적으로 실시하기 시작했다. 이같은 전격적 교육 조치는 타 아랍 세계에도 자극을 주었고, 타 아랍 국가들도 점차 이집트인 교사를 고용하여 자국 국민들을 교육시키기 시작했다. 그러나 지나친 전 국민적 공교육은 이집트의 교육 자원을 얼마 지나지 않아 고갈시켜 버렸고, 공교육의 질은 날로 악화되었다. 이같은 휴유증은 아직도 남아있어서, 현재 이집트의 교사와 학생의 비율은 1대 50 정도로 극히 낮으며 성비도 매우 불균형하다.
이집트의 기본교육은 6년의 초등학교와 3년의 중급학교로 이루어진다. 6세 이상의 이집트 국적의 아이들은 모두 이 기본과정을 이수할 수 있는 권리가 있다. 9년 간의 기본 교과과정을 마치면, 학생들은 2개의 부류로 나누어지는데, 하나는 일반계 고등학교이며 나머지 하나는 기술계 고등학교이다. 보통 일반계 고등학교에 진학하는 학생들은 대학 등을 희망하는 학생들로, 졸업시험에서 좋은 성적을 거두어야만 좋은 학교로 진학할 수 있다고 한다.
기술계 고등학교의 경우, 3년 동안 속성으로 기술을 배우고 졸업하는 경우와 아니면 5년 동안 재학하면서 좀 더 고급 기술을 배우고 졸업하는 경우가 있다. 기술계 고등학교의 학생들도 졸업시험을 쳐서 대학 등 상위 학교에 진학할 수는 있으나, 보통 이런 일은 굉장히 드물다.
이집트 최고 대학인 카이로 대학은 세계대학순위에서 대략 401위에서 500위 정도에 이르며, 그 외의 대학 평가지수에는 551위에서 600위 정도에 이른다. 그 외 그나마 유수의 대학인 알렉산드리아 대학교와 아인 샴스 대학교는 701위 밖의 순위로 추정된다. 현재 이집트는 타 국가들에 비하여 열악한 고등교육 현실을 개선하기 위하여 대대적인 교육 현대화 정책을 추진하고 있으며, 가장 대표적인 것이 제외일 과학기술도시(Zewail City of Science and Technology) 등이 있다.

## 문화

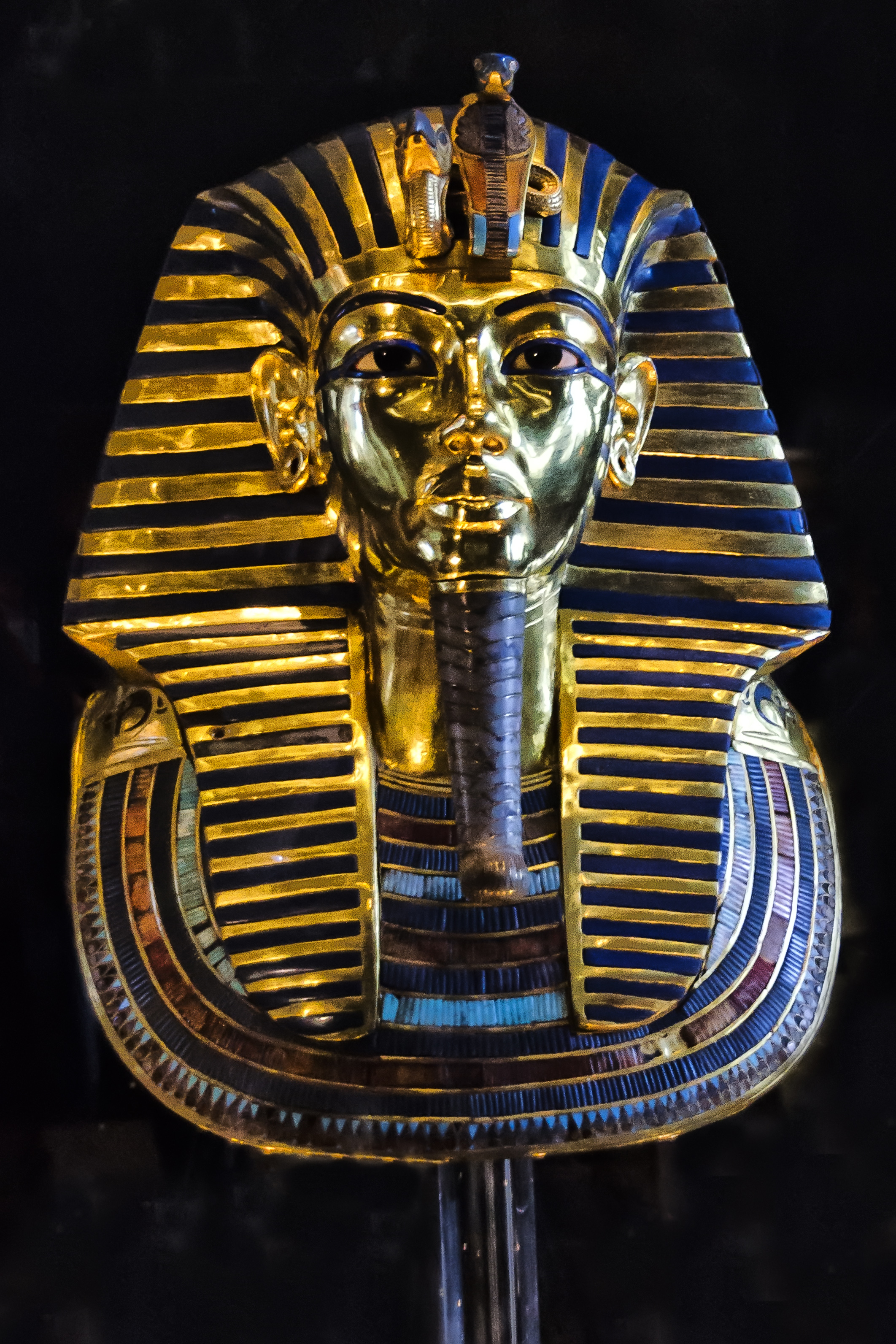
파라오 투탕카멘의 가면

이집트는 상대적으로 문화 검열이 심한 아랍 세계와 중동에서 그나마 자유로운 편이며 인구도 많은 덕택에, 아랍 계열 국가들의 문화를 선도하고 있는 국가이다. 현재 아랍과 중동의 문화는 이집트 문화에 지대한 영향을 받고 있으며, 이집트가 50년대와 60년대에 확보한 중동 세계에서의 발언력 덕분에 이집트 문화의 영향력은 날로 커지고 있다.
보통 외국인들은 이집트 문화라 하면 고대 이집트 문화만을 떠올리는 경우가 많으나, 현대 이집트는 이슬람 문명으로부터 오랫동안 영향을 받아왔기에 거의 아랍 문화와 유사한 부분이 오히려 더 많은 편이다. 다만 아예 고대 이집트와 단절된 것은 아니어서, 이집트에서 주로 쓰이는 아랍어 계열 방언인 이집트 아랍어는 고대 이집트어의 단어들과 유사한 점이 많다. 19세기 초의 이집트 계몽주의자인 리파 알 타타위는 고대 이집트에 대한 향수를 기반으로 이집트 사회에 계몽주의 열풍을 불러일으키는 데에 성공하였으며, 고대와 중세 이집트에 대한 재발견과 탐구를 목적으로 이집트학 학교를 세우고 이집트의 역사, 언어, 문화에 대하여 조사하였다.
이집트의 문화적 르네상스는 19세기 후반과 20세기 초에 절정을 찍었고, 이 시기에 무함마드 압두흐, 아흐메드 루트피 엘 사예드, 무함마드 루트피 고우마, 타우피크 엘 하킴, 루이스 아와드, 카심 아민 살라마 모우사, 타하 후세인, 마흐무드 모크타르와 같은 걸출한 인물들이 연이어 등장하였다. 이들은 모두 자유주의적인 사상을 가지고 있었고, 이집트가 과학과 세속주의에 기반하여 개인의 자유를 더 보장하여 주는 사회로 발전해나가야 한다고 주장했다.

### 박물관
이집트는 세계에서 가장 오래된 역사를 가지고 있는 국가들 중 하나인만큼, 그 유적과 문화재들의 수도 압도적으로 방대하고 그 질도 굉장히 뛰어나다. 게다가 이집트가 몇 천년에 걸쳐 파라오의 시대, 로마 시대, 그리스 시대, 이슬람 시대 등 수많은 기간 동안 지중해 문명과 상호교류하면서 워낙 아름다운 문화의 중심지로 오랫동안 군림해왔기에, 많은 수의 유적들이 상당수 훼손되었음에도 불구하고 아직까지도 많은 수의 문화재들이 남아있다. 현재 이집트에는 최소 60여 개의 대규모 박물관들이 존재한다.
이집트의 3대 박물관에는 이집트 박물관으로, 약 12만 점이 넘는 유물들을 소장하고 있다. 나머지에는 이집트 국립 군사박물관과 헬리오폴리스에 있는 10월 6일 기념관 등이 있다. 그 외에도 ‘기자 박물관’이라고도 불리는 이집트 대박물관(Grand Egyptian Museum) 등이 있는데, 완공될 시 세계에서 가장 거대한 규모의 고고학 박물관이며 압도적인 수의 이집트 유물들을 소장하게 될 것이라고 한다. 박물관은 2015년에 개장할 예정이며, 부지의 넓이는 50 헥타르에 이르고 기자 네크로폴리스 지구에서 2km 밖에 떨어져 있지 않다. 이집트 유물부에서는 2015년 5월에 말하기를, 2018년 5월에 이르면 부분적 개장이 가능할 것이라고 밝혔다.

### 종교
| 종교구성 (이집트)  | 종교구성 (이집트)  | 종교구성 (이집트) | 종교구성 (이집트) | 종교구성 (이집트) |
| ------------------ | ------------------ | ----------------- | ----------------- | ----------------- |
|                    |                    |                   |                   |                   |
| 이슬람교           | 이슬람교           |                   | 90%               | 90%               |
| 콥트교             | 콥트교             |                   | 9%                | 9%                |
| 기타 기독교 종파들 | 기타 기독교 종파들 |                   | 1%                | 1%                |

이집트는 아랍 세계에서도 가장 많은 수의 무슬림 인구를 가지고 있는 나라이며, 세계적으로 보았을 때에도 6번째로 거대한 무슬림 국가일 정도로 이슬람교가 압도적으로 득세하고 있는 국가이다. 전세계 무슬림의 5% 정도가 이집트인일 정도이다. 그럼에도 불구하고 기독교의 영향력도 아직 어느 정도 남아있어서, 북아프리카와 중동 전체에서 가장 많은 기독교인을 보유하고 있는 국가이기도 하다.
이집트의 국교는 수니파 이슬람교로, 이슬람교의 위상이 매우 높다. 그 외 종교들의 분포에 대해서는 의견들이 엇갈리는 경우들이 많은데, 보통 전체 국민의 85%에서 90%가 무슬림이며, 10%에서 15% 정도가 콥트 정교회 신자들이며 나머지 1% 정도가 타 기독교 분파나 기타 종교를 믿는다고 전해진다. 다만 다른 조사에서는 기독교 인구를 15%에서 20% 정도로 높게 잡기도 한다. 또한 수니파나 시아파 등 한 가지 종파로 딱히 분류할 수 없는 무슬림들도 꽤나 많아서, 대략 12% 정도의 무슬림들이 이 분류에 속한다.
이집트는 7세기 전까지만 해도 기독교의 세가 가장 강했으나, 이후 이슬람교가 전래된 이후 점차 무슬림들이 다수를 차지하는 국가로 변하기 시작했다. 무슬림들은 대략 1000년에서 1500년 사이에 사회 전반을 좌지우지하기 시작하였으며, 점차 이슬람 세계 전반을 좌우하는 지도 세력으로 떠올랐다. 현대 이집트에서는 안와르 사다트 대통령 시기에 이슬람교가 국교가 되었으며 샤리아가 법의 기본 근거가 되는 등 이슬람의 세가 매우 강해졌다. 대략 1,500만 명 정도의 이집트인들이 이슬람 신비주의 분파인 수피즘을 믿고 있으며, 수피즘 지도자들은 현재 이집트인들이 대놓고 드러내지 않을 뿐이지, 실제 신도 수는 1,500만 명보다도 많을 것이라 주장하고 있다.
이집트는 현재 수니파 무슬림들이 강세이기는 하지만, 시아파 무슬림도 조금은 존재하고 있다. 현재 이집트의 수니파 무슬림의 수는 대략 100만 명에서 220만 명 정도로 추산되며, 최대 300만 명까지 이를 수 있다고 한다. 19세기 등장한 이슬람 개혁주의 분파인 아마디파는 약 5만 명 정도에 이르고, 극보수적인 수니파 종파인 살라피파가 대략 500만 명에서 600만 명 정도에 이른다. 특히 카이로 지방에 이슬람 모스크들이 많이 모여있는 것으로 유명하여서, 별칭이 ‘1,000개 미나레트의 도시’이기도 했다.
이집트 기독교 신자들의 90%가 넘는 사람들이 대부분 알렉산드리아 콥트 정교회 신자이다. 그 외에도 콥트 가톨릭 교회, 혹은 이집트 복음교회나 개신교회 등에 속해있다. 특히 카이로와 알렉산드리아와 같이 외국인들이 많이 사는 대도시들에는 가톨릭이나 개신교 교회들도 찾아보기 쉬우며, 그리스 정교회, 그리스 가톨릭 등 타 지역에서 찾아보기 어려운 종교들도 볼 수가 있다. 과거에는 그리스 민족이 이집트에 살면서 거대한 그리스 정교회 사회를 이루고 있었고, 아르메니아인들도 거대한 규모의 아르메니아 정교회를 구성하고 있었다. 또한 로마 가톨릭도 한때는 이탈리아인들과 몰타인들의 지원에 힘입어 상당히 세를 자랑했었으나, 이슬람교를 추종하는 나세르 대통령과 민족주의 세력들이 득세하자 이들도 얼마 지나지 않아 크게 쪼그라들고 말았다.
이집트는 알렉산드리아 콥트 정교회의 고향으로, 정교회는 1세기에 창립되었으며 이집트에서 가장 거대한 교회이다. 또한 969년에 개교한 알 아즈하르 대학교도 이집트에 있는데, 현재 알 아즈하르 대학교는 수니파 이슬람교 전체에서 가장 영향력 있는 기관들 중 하나이기도 하며 세계적으로도 2번째로 오래된 대학이다.
이집트는 이슬람교, 기독교, 유대교, 오직 3개의 종교만을 인정하고 있다. 바하이교나 아마디 종파 등 타 종교들은 이집트인들에 의하여 배척받는 경우들이 많으며, 이들을 국가안보 위협 대상으로 간주하는 정부의 탄압을 받는 경우가 대부분이다. 이 때문에 소수 종교들을 믿는 신도들은 자신들의 종교를 공인받고 신분증에도 이를 등록하기를 원했고, 결국 2008년에 법원에서 만일 신분증에 개인이 믿는 종교가 없으면 공백으로 두는 것도 허락하는 판결을 내리기도 했다.
인구의 90%가 이슬람교 신자이고, 10%는 기독교 신자이다. 이슬람교 신자는 대부분 수니파이고, 기독교 신자 대부분은 이집트의 전통적 기독교인 콥트교에 속한다.

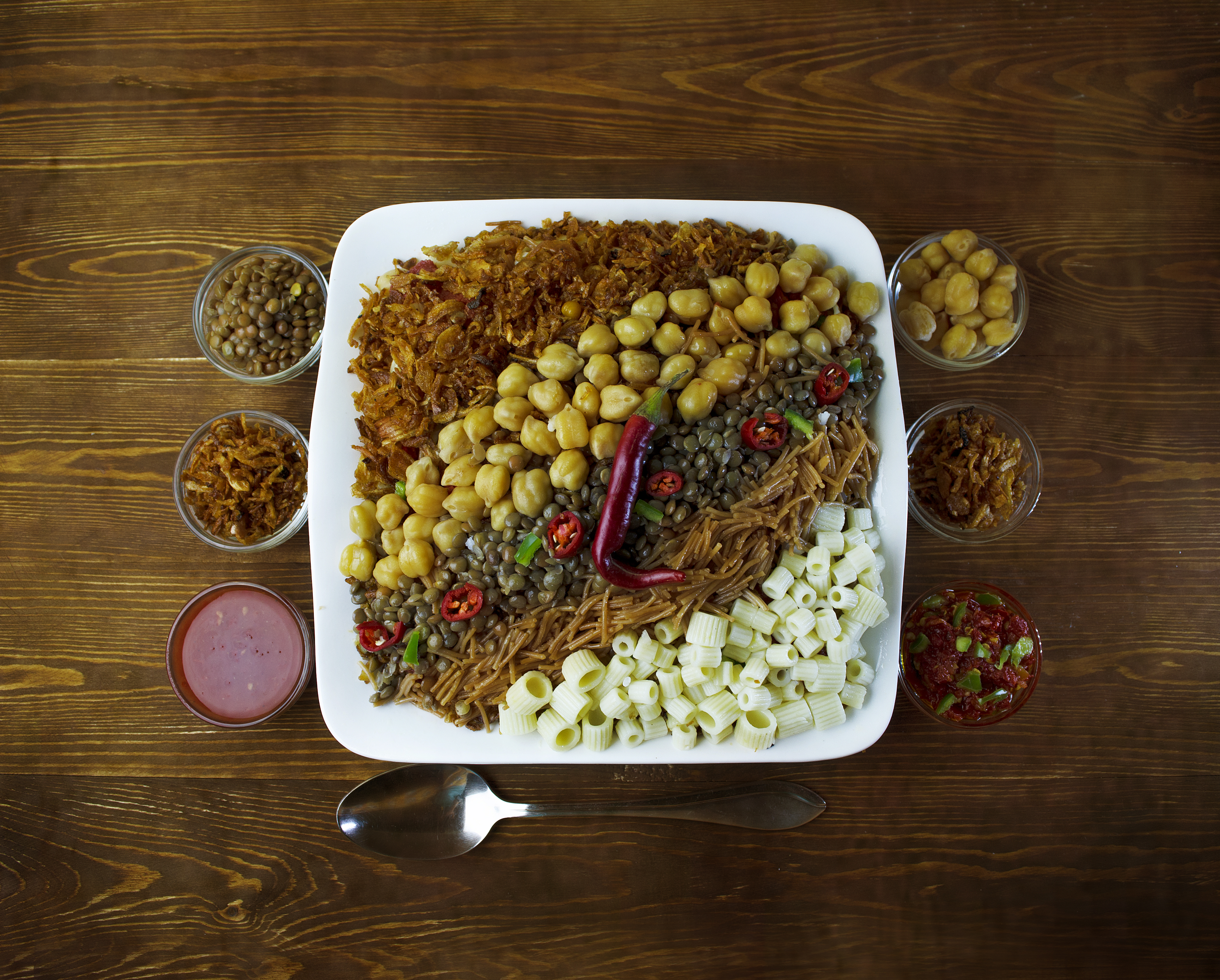
이집트의 국민음식인 쿠사리

### 음식
이집트의 음식들은 대부분 채소와 야채들을 기반으로 한 것으로, 육류는 상대적으로 잘 사용하지 않는 편이다. 다만 알렉산드리아나 해안 도시들의 경우, 생선이나 다른 해산물들을 사용하여 음식들을 만들기도 한다. 대부분의 이집트 요리들은 땅에서 자라는 식물이나 곡물류들을 주로 활용하여 만드는데, 이는 역사적으로 가축을 기르기가 힘들었던 환경 때문에 사람들이 어쩔 수 없이 비싼 육류보다는 상대적으로 손쉽게 구할 수 있는 채소들을 활용하여 음식들을 만들었던 탓이 크다.
이집트의 가장 대표적이고 유명한 요리는 쌀과 렌틸콩, 마카로니를 섞어 만든 쿠사리가 있으며, 보통 볶은 양파를 올려 먹기도 한다. 그 외에도 뭉근하게 끓여 익힌 풀 메다메스가 대중적인 반찬이기도 하다. 이집트인들은 누에콩으로 타아메야(팔라펠)를 처음으로 만들어 먹기도 했는데, 이 것이 중동 세계로 퍼져나가고 결국에는 세계적인 요리가 되기도 했다. 코리안더와 함께 볶은 마늘을 닭과 주트 이파리를 섞어 만든 수프에 올려 먹기도 한다.

### 예술

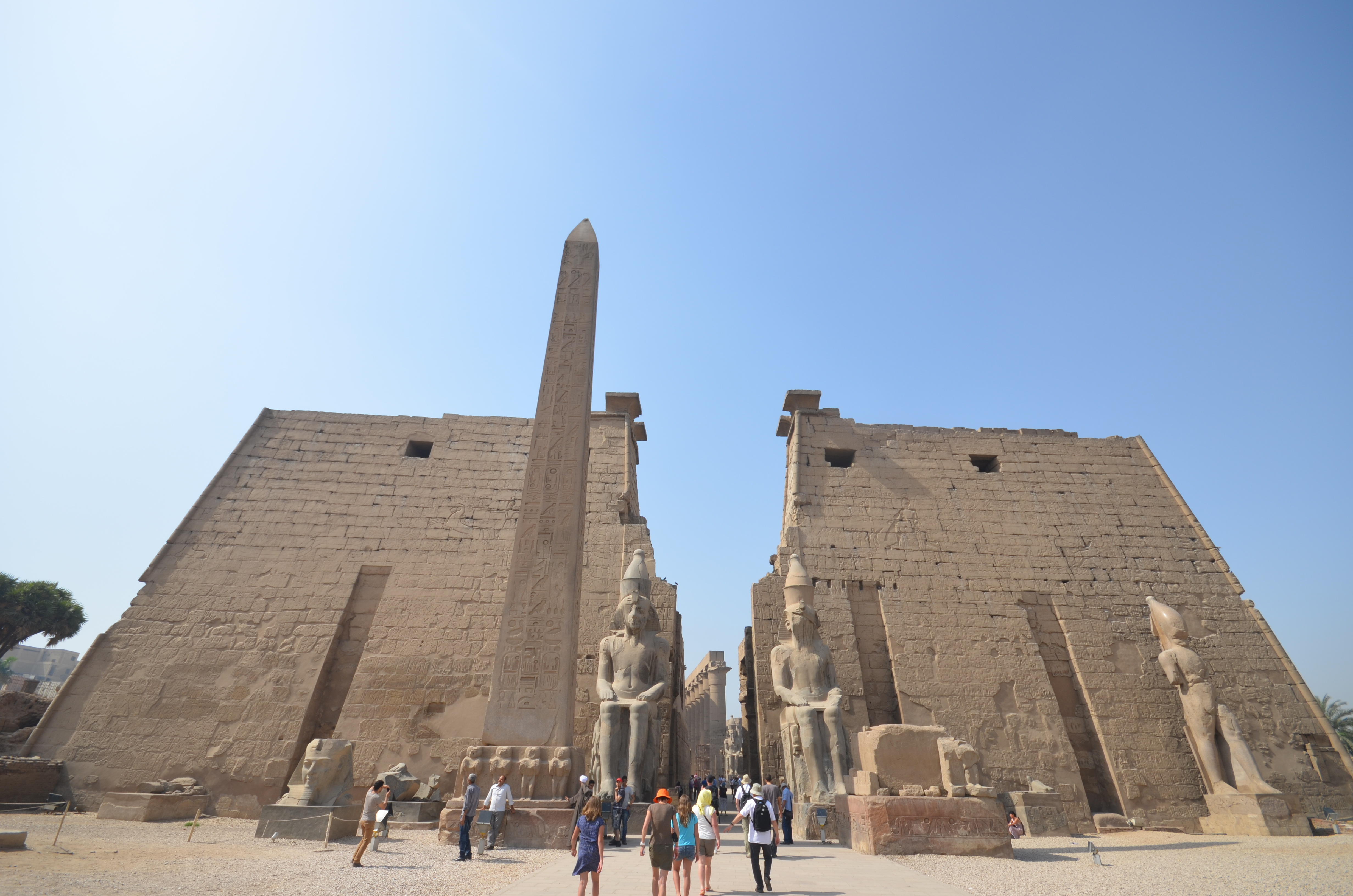
룩소르 신전

이집트는 세계 최초로 체계적인 예술학과 건축학을 만들어낸 문명들 중 하나로, 고대 이집트인들은 약 5,000여 년 전 세계 그 어떠한 문명과 비교를 불허할 정도로 당대에는 발달된 문명을 자랑하며 수많은 건축물들을 세웠다. 이들은 이미 수 천년 전에 현재는 ‘이집트 블루’라고 불리는 푸른색 염료를 만들어 사용하고 있었으며, 파라오들의 무덤에 화려한 색으로 아름다운 벽화를 그려 후세에 남겼다. 그 외에도 몇 천년 전의 것이라고는 믿기지 않을 정도로 정교하고 거대한 규모의 피라미드들, 신전들, 무덤들을 여러 차례 지어 그 업적을 과시하기도 하였다.
고대 이집트 예술의 위상을 잘 보여주는 단적인 예가 조세르의 피라미드로, 당시의 천재 건축가이자 재상이었던 임호테프의 작품으로 고대 기술의 집합체라 보일 정도로 정교한 건축 기술로 지어졌다. 그 외에도 쿠푸의 대피라미드, 아부심벨 신전, 스핑크스 등 여러 건축물들이 아직까지도 남아있다. 한편 현대 이집트의 경우에도 여러 건축학적 명작들을 남겼는데, 대표적인 이집트 건축가인 하산 파티, 람세스 위사 와세프, 아이삭 파누스 등이 있다. 현재 이집트 예술의 중심은 카이로 오페라 하우스이다.

### 축제
이집트에는 매년 2월 22일과 10월 22일에 아부심벨 신전에서 아부심벨 축제가 열린다. 이집트는 다양한 축제들을 여는데, 이들을 이집트어로는 ‘물리드’라고 부른다. 주로 콥트교나 수피교의 성인들을 기리는 종교적인 행사가 많으나, 대부분의 사람들은 종교의 여부에 구애받지 않고 그저 행사의 개념으로 축제를 즐긴다. 이슬람의 대표적인 명절인 라마단은 이집트에서 상당히 독특하게 치러지는데, 소리, 빛 등으로 화려하게 도시를 치장하고 있으며 굉장히 성대하게 라마단을 기념하기 때문에 타 무슬림들이 일부러 라마단을 치르러 이집트로 여행을 올 정도이다.
이집트는 수 천년 동안 내려온 고대의 봄 축제인 ‘샴 엘 나심(Sham en Nisim)'이라는 전통을 가지고 있는데, 보통 4월과 5월 사이에 치러진다.

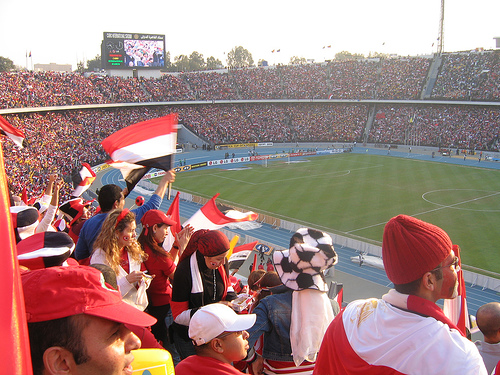
카이로 스타디움의 축구경기에 모인 군중

### 스포츠
이집트에서 가장 대중적인 스포츠는 축구이다. 카이로에서 열리는 친선축기경기인 ‘카이로 더비(Cairo Derby)'는 아프리카에서 가장 인기많고 격렬한 축구 경기들 중 하나이며, BBC도 이 카이로 더비를 세계에서 가장 험한 7개의 더비들 중 하나로 꼽았을 정도였다. 또한 이집트의 대표 축구팀인 알 아흘리는 20세기 아프리카 대륙 전체에서 가장 성공적인 축구 팀들 중 하나로, 현재는 최대 라이벌인 자말레크 SC와 힘을 겨루고 있다. 이들은 ’아프리카 최대의 라이벌‘이라고 불리기도 한다. 다만 알 아흘리 측이 훨씬 더 유명세가 있어서, 20번 넘는 우승을 거두었으며 이탈리아의 AC 밀란과 아르헨티나의 보카 주니어를 추월하며 세계에서 가장 많은 수의 국제전 트로피를 거머쥐기까지도 했다.
이집트 축구국가대표팀은 애칭으로 ‘파라오’라고 불리기도 하며, 2006년, 2008년, 2010년에는 연속으로 우승하였으며 전체적으로는 아프리카 컵에서 7번이나 우승을 거머쥔 적이 있다. 아프리카 내에서는 최강 팀으로 평가받으며, FIFA 랭킹에서도 10위 권 내의 강팀이라고 분류된다. 이집트는 FIFA 월드컵에 3차례 나갔으며, 2018 FIFA 월드컵에서는 최고 선수인 모하메드 살라흐가 2골을 넣어 FIFA 월드컵 진출권을 얻어내기도 했다. 이집트 유소년 대표팀은 2001년 FIFA 유소년 월드컵에서 동메달을 딴 바 있으며, 1928년과 1964년 올림픽 때에도 4위를 차지한 적이 있다.
이집트에서 스쿼시와 테니스도 인기가 많다. 이집트 스쿼시 대표팀은 1930년대 이래 꾸준히 강한 실력을 보여왔으며, 2001년에는 국가 핸드볼 대표팀이 4위를 차지하며 좋은 성적을 내기도 했다. 이집트는 아프리카 남자 핸드볼 챔피언십에서 5번이나 연이어 승리를 거두며 아프리카 최대 강팀으로 인정받았으며, 2013년에는 지중해 챔피언십에도 우승했으며 2004년 비치핸드볼 챔피언십에서 승리했고 2010년 하계 유소년 올림픽에서도 승리했다. 이집트 농구 국가대표팀은 아프리카계 국가들 중에서 가장 농구를 잘하기로 정평이 나 있으며, 아프리카 챔피언십에서도 16개의 메달을 획득한 바 있다.
이집트는 1912년 이래 꾸준하게 하계 올림픽에 참여하였으며, 1951년의 1회 지중해 게임을 포함하여 여러 국제경기에도 활발히 참여하였다. 1991년에는 아프리카 게임을 개최하였고, 2009년에는 FIFA U-20 월드컵, 그리고 1953년, 1965년, 2007년에는 팬아랍 게임을 개최하기도 했다.

## 같이 보기
- 아랍 연합 공화국

## 참고 문헌
- 이 문서에는 다음커뮤니케이션(현 카카오)에서 GFDL 또는 CC-SA 라이선스로 배포한 글로벌 세계대백과사전의 "이집트" 항목을 기초로 작성된 글이 포함되어 있습니다.